# Mã vùng ở Đức

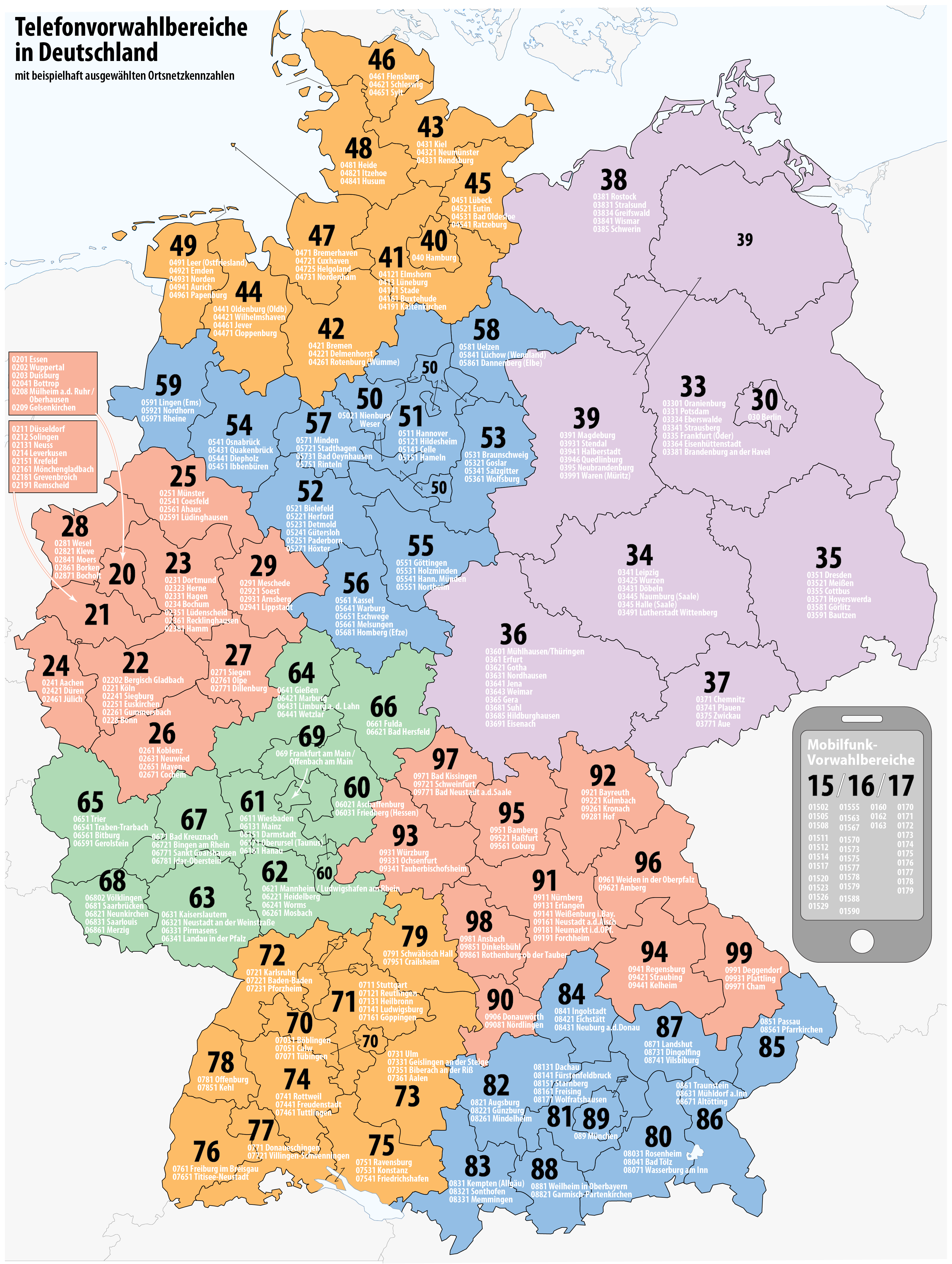
Mã của các vùng ở Đức

Mã vùng ở Đức (tiếng Đức: Vorwahl) có hai đến năm chữ số, không tính mã truy cập trung kế hàng đầu 0. Số 0 phải được quay số khi gọi từ trong nước Đức và phải được bỏ qua khi gọi từ nước ngoài. Khi gọi qua các mạng cố định trong cùng một khu vực, không cần phải có mã vùng. Nói chung, mã vùng ngắn hơn được gán cho các thành phố lớn hơn và mã vùng dài hơn cho các thị trấn nhỏ hơn. Các số điện thoại riêng thường dài nghịch đảo: những số ở các thành phố lớn hơn có bảy hoặc tám chữ số, trong khi những số ở các thị trấn nhỏ hơn có thể có ít nhất ba hoặc bốn chữ số. Chữ số đầu tiên (sau số 0 đứng đầu) được xác định theo vùng: mã vùng bắt đầu (0)2 được tìm thấy ở phía tây, những người có (0)3 ở phía đông, những người có (0)4 ở phía bắc, những người có (0)4 ở phía bắc, những người có (0)4 ở phía bắc, những người có (0)5 ở phía bắc trung tâm, những người có (0)6 ở phía nam trung tâm, những người có (0)7 ở phía tây nam, những người có (0)8 ở phía nam và 9 ở phía đông nam.
(0)1 là các số đặc biệt như điện thoại di động (015, 016, 017), dịch vụ chi phí chung (0180), số điện thoại truyền hình (013) và 010 cho các dịch vụ quay số. Các mã cũ 0130 cho các số điện thoại miễn phí và 0190 cho các số điện thoại cao cấp hiện được chuyển sang 0800 và 0900 để đáp ứng các tiêu chuẩn quốc tế. 0700 được sử dụng cho số điện thoại quốc gia cá nhân.

## Các tiền tố
- Mã quốc gia: 49
- Mã vùng gọi quốc tế: 00
- Mã vùng trung kế: 0

## 1
Tiền tố 01 được sử dụng cho các số đặc biệt và không được gắn với một khu vực địa lý
| - 10 gọi trực tiếp (quay số xung quanh dịch vụ - nhà cung cấp dịch vụ thay thế) - 11 trước đây là dịch vụ giá trị gia tăng - 12 dịch vụ sáng tạo - 12-12 Web.de, Karlsruhe, từ €0,13 đến €1,86 một phút - 12-230 tesion, Stuttgart - 12-3000 3U Telecom, Marburg - 12-3131 BBA Netkom, Hamburg - 12-3333 BBA Netkom, Hamburg - 12-3456 CommAssist, Lübeck - 13 số bỏ phiếu và xổ số - 130 trước đây là số điện thoại miễn phí, hiện không xác định (hiện là 0800) - 137 Massenverkehr zu bestimmten Zielen (MABEZ) - 1371 €0,14 cho mỗi cuộc gọi - 1372 €0,14 cho mỗi phút - 1373 €0,14 cho mỗi phút - 1374 €0,14 cho mỗi phút - 1375 €0,14 cho mỗi cuộc gọi - 1376 €0,25 cho mỗi cuộc gọi - 1377 €1,00 cho mỗi cuộc gọi - 1378 €0,50 cho mỗi cuộc gọi - 1379 €0,50 cho mỗi cuộc gọi - 138 T-VoteCall €0,14 cho mỗi phút - 14 chưa được cấp - 15 điện thoại di động - 150 dành riêng cho Nhóm 3G/Quam - 151 T-Mobile - 152 dành riêng cho Vodafone - 1520 Vodafone - 1521 Lycamobile - 1522 Vodafone - 1523 Vodafone - 155 dành riêng cho E-Plus - 156 dành riêng cho Mobilcom - 157 dành riêng cho E-Plus - 1570 vistream - 1577 E-Plus - 159 dành riêng cho O2 Germany | - 16 điện thoại di động, Hệ thống vô tuyến Trunked, Máy nhắn tin - 160 T-Mobile - 161 trước đây là C-Netz tương tự - 162 Vodafone - 163 E-Plus - 164 Cityruf (e*message) - 165 trước đây là Quix - 166 Telmi (e*message) - 167 Hệ thống vô tuyến Trunked - 1672 Dolphin Telecom - 168 Scall (e*message) - 169 Cityruf, Scall, Skyper (e*cityruf, e*message, e*skyper) - 17 điện thoại di động - 170 T-Mobile - 171 T-Mobile - 172 Vodafone - 173 Vodafone - 174 Vodafone - 175 T-Mobile - 176 O2 Germany - 177 E-Plus - 178 E-Plus - 179 O2 Germany - 18 mạng riêng ảo quốc tế (IVPN) và dịch vụ chia sẻ chi phí - 180 dịch vụ chia sẻ chi phí - 1801 €0,039 mỗi phút - 1802 €0,06 mỗi kết nối - 1803 €0,09 mỗi phút - 1804 €0,20 mỗi kết nối - 1805 €0,14 mỗi phút - 181 mạng riêng ảo quốc tế (IVPN) - 182 nhóm người dùng đóng - 183 nhóm người dùng đóng - 184 nhóm người dùng đóng - 185 nhóm người dùng đóng - 186 nhóm người dùng đóng - 187 nhóm người dùng đóng - 188 nhóm người dùng đóng - 1888 IVBB (Informationsverbund Berlin-Bonn) - 189 nhóm người dùng đóng - 190 trước đây là dịch vụ cao cấp, hiện không xác định (hiện là *900) - 191 dịch vụ online - 192 dịch vụ online - 193 dịch vụ online - 194 dịch vụ online - 1987 Số định tuyến cho (0)116xxx - 1988 nhận dạng dịch vụ mạng mục tiêu để định tuyến các dịch vụ giá trị gia tăng miễn phí quốc tế (Freecall) - 1989 số định tuyến cho các dịch vụ đi - 199 kiểm soát lưu lượng mạng nội bộ |

## 2
| - 201 Essen - 202 Wuppertal - 203 Duisburg - 204 - 2041 Bottrop - 2043 Gladbeck - 2045 Bottrop-Kirchhellen - 205 - 2051 Velbert - 2052 Velbert-Langenberg (Rheinland) - 2053 Velbert-Neviges - 2054 Essen-Kettwig, Mülheim an der Ruhr-Mintard - 2056 Heiligenhaus - 2058 Wülfrath - 206 - 2064 Dinslaken - 2065 Duisburg-Rheinhausen - 2066 Duisburg-Homberg (Rheinland) - 208 Mülheim an der Ruhr/Oberhausen - 209 Gelsenkirchen - 210 - 2101 trước đây là Neuss và Kaarst (không còn hiệu lực) - 2102 Ratingen - 2104 Mettmann - 211 Düsseldorf - 212 Solingen - 2129 Haan (Rheinland) - 213 - 2131 Neuss, Kaarst - 2132 Meerbusch-Büderich (Düsseldorf) - 2133 Dormagen - 2137 Neuss-Norf - 214 Leverkusen - 215 - 2150 Meerbusch-Lank-Latum - 2151 Krefeld - 2152 Kempen - 2153 Nettetal-Lobberich - 2154 Willich - 2156 Willich-Anrath - 2157 Nettetal-Kaldenkirchen/Brüggen - 2158 Grefrath/Nettetal - 2159 Meerbusch-Osterath - 216 - 2161 Mönchengladbach - 2162 Viersen - 2163 Schwalmtal - 2164 Jüchen-Otzenrath - 2165 Jüchen - 2166 Rheydt - 217 - 2171 Leverkusen-Opladen - 2173 Langenfeld (Rheinland), Leverkusen-Hitdorf - 2174 Burscheid (Rheinland), Leichlingen-Witzhelden - 2175 Leichlingen - 218 - 2181 Grevenbroich - 2182 Grevenbroich-Kapellen - 2183 Rommerskirchen - 219 - 2191 Remscheid - 2192 Hückeswagen - 2193 Wermelskirchen-Dabringhausen - 2195 Radevormwald - 2196 Wermelskirchen - 220 - 2202 Bergisch Gladbach - 2203 Köln-Porz - 2204 Bergisch Gladbach-Bensberg, OT Untereschbach von Overath - 2205 Rösrath - 2206 Overath; vài phần của Lohmar - 2207 Dürscheid; vài phần của Overath - 2208 Niederkassel - 221 Köln (Cologne) - 222 - 2222 Bornheim, Roisdorf - 2223 Königswinter - 2224 Bad Honnef - 2225 Meckenheim (Rheinland); vài phần của Wachtberg - 2226 Rheinbach - 2227 Merten, Walberberg, Sechtem - 2228 Rolandseck - 223 - 2232 Brühl (Rheinland); Berzdorf von Wesseling, Köln-Meschenich - 2233 Hürth (Rheinland); Köln-Rondorf - 2234 Frechen; Lövenich, Köln-Marsdorf và Köln-Weiden - 2235 Erftstadt - 2236 Wesseling (Rheinland); Köln-Godorf, Köln-Hahnwald, Köln-Immendorf, Köln-Rodenkirchen, Köln-Sürth và Köln-Weiß - 2237 Kerpen (Rheinland) - 2238 Pulheim - 224 - 2241 Siegburg/Sankt Augustin/Troisdorf - 2242 Hennef (Sieg) - 2243 Eitorf - 2244 Oberpleis - 2245 Much - 2246 Lohmar - 2247 Neunkirchen-Seelscheid - 2248 Uckerath - 225 - 2251 Euskirchen - 2252 Zülpich - 2253 Bad Münstereifel - 2254 Weilerswist - 2255 Euskirchen-Flamersheim - 2256 Mechernich-Satzvey - 2257 Reckerscheid - 226 - 2261 Gummersbach - 2262 Wiehl - 2263 Engelskirchen - 2264 Marienheide - 2265 Eckenhagen - 2266 Lindlar - 2267 Wipperfürth - 2268 Kürten - 2269 Rönsahl - 227 - 2271 Bergheim - 2272 Bedburg - 2273 Kerpen-Horrem - 2274 Elsdorf (Rheinland) - 2275 Kerpen-Buir - 228 Bonn; Niederkassel-Mondorf - 229 - 2291 Waldbröl - 2292 Windeck (Sieg) - 2293 Nümbrecht - 2294 Morsbach (Sieg) - 2295 Ruppichteroth - 2296 Brüchermühle - 2297 Wildbergerhütte - 230 - 2301 Holzwickede - 2302 Witten - 2303 Unna - 2304 Schwerte - 2305 Castrop-Rauxel - 2306 Lünen - 2307 Kamen/Bergkamen - 2308 Unna-Hemmerde - 2309 Waltrop - 231 Dortmund/Lünen-Brambauer - 232 - 2323 Herne - 2324 Hattingen - 2325 Herne-Wanne-Eickel - 2327 Bochum-Wattenscheid - 233 - 2330 Herdecke - 2331 Hagen - 2332 Gevelsberg - 2333 Ennepetal - 2334 Hagen-Hohenlimburg - 2335 Wetter - 2336 Schwelm - 2337 Hagen-Dahl - 2338 Breckerfeld - 2339 Sprockhövel - 234 Bochum - 235 - 2350 (không còn hiệu lực; hiện là 02352) - 2351 Lüdenscheid - 2352 Altena - 2353 Halver - 2354 Meinerzhagen - 2355 Schalksmühle - 2357 Herscheid - 2358 Valbert - 2359 Kierspe - 236 - 2360 Lippramsdorf - 2361 Recklinghausen - 2362 Dorsten - 2363 Datteln - 2364 Haltern - 2365 Marl - 2366 Herten/Rhade - 2367 Castrop-Rauxel-Henrichenburg - 2368 Oer-Erkenschwick - 2369 Dorsten-Wulfen/Dorsten-Lembeck - 237 - 2371 Iserlohn - 2372 Hemer - 2373 Menden/Fröndenberg - 2374 Iserlohn-Letmathe - 2375 Balve - 2377 Wickede - 2378 Fröndenberg-Langschede - 2379 Menden-Asbeck - 238 - 2381 Hamm - 2382 Ahlen (Westf.) - 2383 Bönen - 2384 Welver - 2385 Hamm-Rhynern - 2387 Walstedde - 2388 Hamm-Uentrop - 2389 Werne - 239 - 2391 Plettenberg - 2392 Werdohl/Neuenrade - 2393 Allendorf - 2394 Neuenrade-Affeln - 2395 Rönkhausen - 240 - 2401 Baesweiler - 2402 Stolberg, Aachen - 2403 Eschweiler - 2404 Alsdorf - 2405 Würselen - 2406 Herzogenrath - 2407 Herzogenrath-Kohlscheid - 2408 Aachen-Kornelimünster - 2409 Gressenich - 241 Aachen - 242 - 2421 Düren - 2422 Kreuzau - 2423 Langerwehe - 2424 Vettweiß - 2425 Embken - 2426 Nörvenich - 2427 Nideggen - 2428 Niederzier - 2429 Hürtgenwald - 243 - 2431 Erkelenz - 2432 Wassenberg - 2433 Hückelhoven - 2434 Wegberg - 2435 Lövenich - 2436 Roedgen - 244 - 2440 Nettersheim-Tondorf - 2441 Kall - 2443 Mechernich - 2444 Gemünd - 2445 Schleiden - 2446 Heimbach - 2447 Dahlem - 2448 Rescheid - 2449 Blankenheim - 245 - 2451 Geilenkirchen/Übach-Palenberg - 2452 Heinsberg - 2453 Randerath - 2454 Gangelt - 2455 Waldfeucht - 2456 Selfkant - 246 - 2461 Jülich - 2462 Linnich - 2463 Titz - 2464 Aldenhoven - 2465 Inden - 247 - 2471 Roetgen - 2472 Monschau - 2473 Simmerath - 2474 Schmidt (Nideggen) - 248 - 2482 Hellenthal - 2484 Eiserfey - 2485 Dreiborn - 2486 Nettersheim - 249 - 250 - 2501 Münster-Hiltrup, Münster-Amelsbüren - 2502 Nottuln - 2504 Telgte - 2505 Altenberge (Westf.) - 2506 Münster-Wolbeck - 2507 Havixbeck - 2508 Drensteinfurt - 2509 Nottuln-Appelhülsen - 251 Münster - 252 - 2520 Wadersloh-Diestedde - 2521 Beckum - 2522 Oelde - 2523 Wadersloh - 2524 Ennigerloh - 2525 Neubeckum - 2526 Sendenhorst - 2527 Lippetal - 2528 Enniger - 2529 Stromberg, Oelde - 253 - 2532 Ostbevern - 2533 Münster-Nienberge - 2534 Münster-Roxel - 2535 Albersloh - 2536 Münster-Albachten - 2538 Drensteinfurt-Rinkerode | - 254 - 2541 Coesfeld - 2542 Gescher - 2543 Billerbeck - 2545 Rosendahl - 2546 Lette, Coesfeld - 2547 Osterwick - 2548 Rorup - 255 - 2551 Steinfurt-Burgsteinfurt - 2552 Steinfurt-Borghorst - 2553 Ochtrup - 2554 Laer (ST) - 2555 Schöppingen - 2556 Metelen - 2557 Wettringen (ST) - 2558 Horstmar - 256 - 2561 Ahaus - 2562 Gronau (Westf.) - 2563 Stadtlohn - 2564 Vreden - 2565 Epe - 2566 Legden - 2567 Ahaus-Alstätte - 2568 Heek - 257 - 2571 Greven - 2572 Emsdetten - 2573 Nordwalde - 2574 Saerbeck - 2575 Reckenfeld - 258 - 2581 Warendorf - 2582 Everswinkel - 2583 Sassenberg - 2584 Milte - 2585 Hoetmar - 2586 Beelen - 2587 Westkirchen (Westf) - 2588 Greffen - 259 - 2590 Dülmen-Buldern - 2591 Lüdinghausen - 2592 Selm - 2593 Ascheberg - 2594 Dülmen - 2595 Olfen - 2596 Nordkirchen - 2597 Senden - 2598 Ottmarsbocholt - 2599 Herbern - 260 - 2601 Nauort - 2602 Montabaur - 2603 Bad Ems - 2604 Nassau (Lahn) - 2605 Löf - 2606 Winningen - 2607 Kobern-Gondorf - 2608 Welschneudorf - 261 Koblenz - 262 - 2620 Neuhäusel (WW) - 2621 Lahnstein - 2622 Bendorf - 2623 Ransbach-Baumbach - 2624 Höhr-Grenzhausen - 2625 Ochtendung - 2626 Selters (Westerwald) - 2627 Braubach - 2628 Rhens - 263 - 2630 Mülheim-Kärlich - 2631 Neuwied - 2632 Andernach - 2633 Brohl-Lützing - 2634 Rengsdorf - 2635 Rheinbrohl - 2636 Burgbrohl - 2637 Weissenthurm - 2638 Waldbreitbach - 2639 Anhausen (Neuwied) - 264 - 2641 Bad Neuenahr-Ahrweiler - 2642 Remagen - 2643 Altenahr - 2644 Linz am Rhein - 2645 Vettelschoss - 2646 Königsfeld, Ahrweiler - 2647 Kesseling - 265 - 2651 Mayen - 2652 Mendig - 2653 Kaisersesch - 2654 Polch - 2655 Weibern - 2656 Virneburg - 2657 Uersfeld - 266 - 2661 Bad Marienberg (WW) - 2662 Hachenburg - 2663 Westerburg - 2664 Rennerod - 2666 Freilingen (WW) - 2667 Stein-Neukirch - 267 - 2671 Cochem - 2672 Treis-Karden - 2673 Ellenz-Poltersdorf - 2674 Bad Bertrich - 2675 Ediger-Eller - 2676 Ulmen - 2677 Lutzerath - 2678 Buechel (COC) - 268 - 2680 Mündersbach - 2681 Altenkirchen - 2682 Hamm, Altenkirchen - 2683 Asbach, Neuwied - 2684 Puderbach (WW) - 2685 Flammersfeld - 2686 Weyerbusch - 2687 Horhausen (Westerwald) - 2688 Kroppach - 2689 Dierdorf - 269 - 2691 Adenau - 2692 Kelberg - 2693 Antweiler - 2694 Wershofen - 2695 Insul - 2696 Nohn (Eifel) - 2697 Ahrhütte (Blankenheim) - 271 Siegen - 272 - 2721 Lennestadt - 2722 Attendorn - 2723 Kirchhundem - 2724 Serkenrode - 2725 Oedingen - 273 - 2732 Kreuztal - 2733 Hilchenbach - 2734 Freudenberg - 2735 Neunkirchen - 2736 Burbach - 2737 Netphen-Deuz - 2738 Netphen - 2739 Wilnsdorf - 274 - 2741 Betzdorf - 2742 Wissen - 2743 Daaden - 2744 Herdorf - 2745 Brachbach - 2747 Molzhain - 275 - 2750 Diedenshausen - 2751 Bad Berleburg - 2752 Bad Laasphe - 2753 Erndtebrück - 2754 Feudingen - 2755 Schwarzenau - 2758 Girkhausen - 2759 Aue (Bad Berleburg) - 276 - 2761 Olpe - 2762 Wenden - 2763 Bleche - 2764 Welschen Ennest - 277 - 2770 Eschenburg - 2771 Dillenburg - 2772 Herborn - 2773 Haiger - 2774 Dietzhölztal - 2775 Driedorf - 2776 Bad Endbach-Hartenrod - 2777 Breitscheid, Lahn-Dill - 2778 Siegbach - 2779 Greifenstein-Beilstein - 280 - 2801 Xanten - 2802 Alpen - 2803 Büderich (Wesel) - 2804 Marienbaum - 281 Wesel - 282 - 2821 Kleve - 2822 Emmerich am Rhein - 2823 Goch - 2824 Kalkar - 2825 Uedem - 2826 Kranenburg - 2827 Goch-Hassum - 2828 Elten (zu Emmerich am Rhein) - 283 - 2831 Geldern - 2832 Kevelaer - 2833 Kerken - 2834 Straelen - 2835 Issum - 2836 Wachtendonk - 2837 Weeze - 2838 Sonsbeck - 2839 Straelen-Herongen - 284 - 2841 Moers - 2842 Kamp-Lintfort - 2843 Rheinberg - 2844 Orsoy - 2845 Neukirchen-Vluyn - 285 - 2850 Haldern - 2851 Rees - 2852 Hamminkeln - 2853 Schermbeck - 2855 Voerde (Rheinland) - 2856 Brünen - 2857 Rees-Mehr - 2858 Hünxe - 2859 Bislich - 286 - 2861 Borken - 2862 Südlohn - 2863 Velen - 2864 Reken - 2865 Raesfeld - 2866 Dorsten - 2867 Heiden (BOR) - 287 - 2871 Bocholt - 2872 Rhede (Westf) - 2873 Werth - 2874 Isselburg/Bocholt – Suderwick - 290 - 2902 Warstein - 2903 Freienohl - 2904 Bestwig - 2905 Ramsbeck - 291 Meschede - 292 - 2921 Soest - 2922 Werl - 2923 Herzfeld (Lippetal) - 2924 Möhnesee - 2925 Allagen - 2927 Bad Sassendorf - 2928 Ostönnen - 293 - 2931 Arnsberg - 2932 Neheim-Hüsten - 2933 Sundern - 2934 Sundern-Altenhellefeld - 2935 Sundern-Hachen - 2937 Arnsberg-Oeventrop - 2938 Ense - 294 - 2941 Lippstadt - 2942 Geseke - 2943 Erwitte - 2944 Rietberg-Mastholte - 2945 Lippstadt-Benninghausen - 2947 Anröchte - 2948 Lippstadt-Rebbeke - 295 - 2951 Büren - 2952 Rüthen - 2953 Bad Wünnenberg - 2954 Rüthen-Oestereiden - 2955 Wewelsburg - 2957 Bad Wünnenberg-Haaren - 2958 Büren-Harth - 296 - 2961 Brilon - 2962 Olsberg - 2963 Messinghausen - 2964 Brilon - 297 - 2970 không còn sử dụng - 2971 Schmallenberg-Dorlar - 2972 Schmallenberg - 2973 Eslohe, Hochsauerland - 2974 Schmallenberg-Bad Fredeburg - 2975 Schmallenberg-Oberkirchen - 2977 Schmallenberg-Bödefeld - 2978 không còn sử dụng - 2979 không còn sử dụng - 298 - 2981 Winterberg (Sauerld.) - 2982 Medebach - 2983 Winterberg-Siedlinghausen - 2984 Hallenberg - 2985 Winterberg-Niedersfeld - 299 - 2991 Marsberg-Bredelar - 2992 Marsberg - 2993 Marsberg-Canstein - 2994 Marsberg-Westheim |

## 3
Tất cả Đông Đức và Berlin cũ
Đông Đức từng sử dụng mã +37 trước khi thống nhất đất nước. Sau khi thống nhất, Đông Đức được sáp nhập vào kế hoạch đánh số hiện tại của (Tây) Đức. Vì tất cả các khu vực ngoại trừ 03 đã được sử dụng, tất cả các khu vực Đông Đức cũ cần được sáp nhập thành 03, khiến số và mã vùng trong khu vực 03 dài hơn so với các khu vực còn lại của Đức: Nhiều mã vùng trong khu vực 03 là 5 đơn vị trong khi tối đa ở phần còn lại của Đức là 4 chữ số
| - 30 Berlin - 310 số kiểm tra (đường dài) - 311 số kiểm tra (nội hạt) - 32 số thuê bao quốc gia phi địa lý cho VoIP, v.v.(Nationale Teilnehmerrufnummern (NTR)) - 340 Dessau - 341 Leipzig - 342 - 3420 - 34202 Delitzsch - 34203 Zwenkau - 34204 Schkeuditz - 34205 Markranstädt - 34206 Rötha - 34207 Zwochau - 34208 Löbnitz - 3421 Torgau - 3422 - 34221 Schildau - 34222 Arzberg - 34223 Dommitzsch - 34224 Belgern - 3423 Eilenburg - 3424 - 34241 Jesewitz - 34242 Hohenprießnitz - 34243 Bad Düben - 34244 Mockrehna - 3425 Wurzen - 3426 - 34261 Kühren bei Wurzen - 34262 Falkenhain - 34263 Großzschepa - 3429 - 34291 Borsdorf - 34292 Brandis - 34293 Naunhof - 34294 Rackwitz - 34295 Krensitz - 34296 Groitzsch - 34297 Liebertwolkwitz - 34298 Taucha - 34299 Gaschwitz - 343 - 3431 Döbeln - 3432 - 34321 Leisnig - 34322 Roßwein - 34324 Ostrau, Mittelsachsen - 34325 Lüttewitz Ortsteil von Zschaitz-Ottewig - 34327 Waldheim - 34328 Hartha - 3433 Borna - 3434 - 34341 Geithain - 34342 Neukieritzsch - 34343 Regis-Breitingen - 34344 Kohren-Sahlis - 34345 Bad Lausick - 34346 Narsdorf - 34347 Oelzschau - 34348 Frohburg - 3435 Oschatz - 3436 - 34361 Dahlen, Nordsachsen - 34362 Mügeln - 34363 Cavertitz - 34364 Wermsdorf - 3437 Grimma - 3438 - 34381 Colditz - 34382 Nerchau - 34383 Trebsen - 34384 Großbothen - 34385 Mutzschen - 34386 Dürrweitzschen - 344 - 3441 Zeitz - 3443 Weißenfels - 3445 Naumburg - 34463 Prießnitz - 3447 Altenburg - 3448 Meuselwitz - 3449 - 34491 Schmölln - 34492 Lucka - 34493 Gößnitz - 34494 Ehrenhain - 34495 Dobitschen - 34496 Nöbdenitz - 34497 Langenleuba-Niederhain - 34498 Rositz - 345 Halle (Saale) - 346 - 3460 - 34600 Ostrau (Saalekreis) - 34601 Teutschenthal - 34602 Landsberg - 34603 Nauendorf - 34604 Niemberg - 34605 Kabelsketal-Gröbers - 34606 Teicha - 34607 Wettin - 34609 Salzmünde - 3461 Merseburg - 3462 Bad Dürrenberg - 3463 - 34632 Mücheln - 34633 Braunsbedra - 34635 Bad Lauchstädt - 34636 Schafstädt - 34637 Frankleben - 34638 Zöschen - 34639 Wallendorf, Saale - 3464 Sangerhausen - 3465 - 34651 Rossla - 34652 Allstedt - 34653 Rottleberode - 34654 Stolberg, Mansfeld-Südharz - 34656 Wallhausen, Mansfeld-Südharz - 34658 Hayn - 34659 Blankenheim bei Sangerhausen - 3466 Artern - 3467 - 34671 Bad Frankenhausen/Kyffhäuser - 34672 Roßleben - 34673 Heldrungen - 3469 - 34691 Könnern - 34692 Alsleben - 347 - 3471 Bernburg - 3472 - 34721 Nienburg - 34722 Preußlitz - 3473 Aschersleben - 3474 - 34741 Frose - 34742 Sylda - 34743 Ermsleben - 34745 Winningen - 34746 Giersleben - 3475 Lutherstadt Eisleben - 3476 Hettstedt - 3477 - 34771 Querfurt - 34772 Helbra - 34773 Schwittersdorf - 34774 Röblingen am See - 34775 Wippra - 34776 Rothenschirmbach - 34779 Abberode - 3478 - 34781 Greifenhagen - 34782 Mansfeld-Südharz - 34783 Gerbstedt - 34785 Sandersleben - 349 - 3490 - 34901 Rosslau - 34903 Coswig (Anhalt) - 34904 Oranienbaum - 34905 Wörlitz - 34906 Raguhn - 34907 Jeber-Bergfrieden - 34909 Aken - 3491 Lutherstadt Wittenberg - 3492 - 34920 Kropstädt - 34921 Kemberg - 34922 Mühlanger - 34923 Cobbelsdorf - 34924 Zahna - 34925 Bad Schmiedeberg - 34926 Pretzsch, Wittenberg - 34927 Globig - 34928 Seegrehna - 34929 Straach - 3493 Bitterfeld - 3494 Wolfen - 3495 - 34953 Gräfenhainichen - 34954 Roitzsch - 34955 Gossa - 34956 Zörbig - 3496 Köthen (Anhalt) - 3497 - 34973 Osternienburg - 34975 Görzig - 34976 Gröbzig - 34977 Quellendorf - 34978 Radegast - 34979 Wulfen | - 365 Gera - 3660 - 36601 Hermsdorf - 36602 Ronneburg - 36603 Weida - 36604 Münchenbernsdorf - 36605 Bad Köstritz - 36606 Kraftsdorf - 36607 Niederpöllnitz - 36608 Seelingstädt - 3661 Greiz - 3662 - 36621 Elsterberg - 36622 Triebes - 36623 Berga/Elster - 36624 Teichwolframsdorf - 36625 Langenwetzendorf - 36626 Auma - 36628 Zeulenroda - 3663 Schleiz - 3664 - 36640 Remptendorf - 36642 Harra - 36643 Thimmendorf - 36644 Hirschberg (Saale) - 36645 Mühltroff - 36646 Tanna - 36647 Saalburg - 36648 Dittersdorf - 36649 Gefell - 3665 - 36651 Bad Lobenstein - 36652 Wurzbach - 36653 Lehesten - 3669 - 36691 Eisenberg, Saale-Holzland - 36692 Bürgel - 36693 Crossen - 36694 Schkölen - - 3670 - 36701 Lichte - 36702 Lauscha - 36703 Gräfenthal - 36704 Steinheid - 36705 Oberweißbach - 3671 Saalfeld - 3672 Rudolstadt - 3673 - 36730 Sitzendorf - 36731 Unterloquitz - 36732 Könitz - 36733 Kaulsdorf (Saale) - 36734 Leutenberg - 36735 Probstzella - 36736 Arnsgereuth - 36737 Drognitz - 36738 Königsee - 36739 Rottenbach - 3674 - 36741 Bad Blankenburg - 36742 Uhlstädt - 36743 Teichel - 36744 Remda - 3675 Sonneberg - 3676 - 36761 Heubisch - 36762 Steinach - 36764 Neuhaus-Schierschnitz - 36766 Schalkau - 3677 Ilmenau - 3678 - 36781 Großbreitenbach, Goldisthal và Katzhütte - 36782 Schmiedefeld am Rennsteig - 36783 Gehren - 36784 Stützerbach - 36785 Gräfinau-Angstedt - 3679 Neuhaus am Rennweg - - 3681 Suhl - 3682 Zella-Mehlis - 3683 Schmalkalden - 3684 - 36840 Trusetal - 36841 Schleusingen - 36842 Oberhof - 36843 Benshausen - 36844 Rohr (Thüringen) - 36845 Gehlberg - 36846 Dietzhausen - 36847 Steinbach-Hallenberg - 36848 Wernshausen - 36849 Kleinschmalkalden - 3685 Hildburghausen - 3686 Eisfeld - 3687 - 36870 Masserberg - 36871 Bad Colberg-Heldburg - 36873 Themar - 36874 Schönbrunn (Thüringen) - 36875 Streufdorf - 36878 Brattendorf - - 3691 Eisenach - 3692 - 36920 Großenlupnitz - 36921 Wutha-Farnroda - 36922 Gerstungen - 36923 Treffurt - 36924 Mihla - 36925 Marksuhl - 36926 Creuzburg - 36927 Unterellen - 36928 Neuenhof - 36929 Ruhla - 3693 Meiningen - 3694 - 36940 Oepfershausen - 36941 Wasungen - 36943 Bettenhausen - 36944 Rentwertshausen - 36945 Henneberg - 36946 Reichenhausen - 36947 Jüchsen - 36948 Römhild - 36949 Obermaßfeld - 3695 Bad Salzungen - 3696 - 36961 Bad Liebenstein - 36962 Vacha - 36963 Dorndorf - 36964 Dermbach - 36965 Stadtlengsfeld - 36966 Kaltennordheim - 36967 Geisa - 36968 Roßdorf (Rhön) - 36969 Merkers |

## 5
| - 502 - 5021 Nienburg (Weser) - 5022 Wietzen - 5023 Liebenau (bei Nienburg) - 5024 Rohrsen - 5025 Estorf (Weser) - 5026 Steimbke - 5027 Linsburg - 5028 Pennigsehl - 503 - 5031 Wunstorf - 5032 Neustadt am Rübenberge - 5033 Großenheidorn, Steinhude và Altenhagen/Hagenburg - 5034 Hagen (bei Neustadt am Rübenberge) - 5036 Schneeren - 5037 Bad Rehburg - 504 - 5041 Springe (Deister) - 5042 Bad Münder am Deister - 5043 Lauenau - 5044 Eldagsen - 5045 Bennigsen - 505 - 5051 Bergen, Celle (bei Celle) - 5052 Hermannsburg - 5053 Müden (Aller) - 5054 Sülze - 5055 Fassberg - 5056 Meissendorf - 506 - 5060 Bodenburg - 5062 Holle (bei Hildesheim) - 5063 Bad Salzdetfurth - 5064 Groß Düngen - 5065 Sibbesse - 5066 Sarstedt - 5067 Bockenem - 5068 Elze (Leine) - 5069 Nordstemmen - 507 - 5071 Schwarmstedt - 5072 Mandelsloh - 5073 Esperke - 5074 Rodewald - 508 - 5082 Langlingen - 5083 Hohne (bei Celle) - 5084 Hambühren - 5085 Ehlershausen - 5086 Scheuen - 510 - 5101 Pattensen - 5102 Laatzen - 5103 Wennigsen (Deister) - 5105 Barsinghausen - 5108 Gehrden - 5109 Ronnenberg - 511 Hannover - 512 - 5121 Hildesheim - 5123 Schellerten - 5126 Algermissen - 5127 Harsum - 5128 Hohenhameln - 5129 Söhlde - 513 - 5130 Wedemark - 5131 Garbsen - 5132 Lehrte - 5135 Fuhrberg - 5136 Burgdorf (Hannover) - 5137 Seelze - 5138 Sehnde - 5139 Burgwedel - 514 - 5141 Celle - 5142 Eschede - 5143 Winsen (Aller) - 5144 Wathlingen - 5145 Beedenbostel - 5147 Hänigsen - 5146 Weitze - 5148 Steinhorst (Nieders.) - 5149 Wienhausen - 515 - 5151 Hameln - 5152 Hessisch Oldendorf - 5153 Salzhemmendorf - 5154 Aerzen - 5155 Emmerthal - 5156 Coppenbrügge - 5157 Börry - 5158 Hemeringen - 5159 Bisperode - 516 - 5161 Walsrode - 5162 Bad Fallingbostel - 5163 Dorfmark - 5164 Hodenhagen - 5165 Rethem (Aller) - 5166 Kirchboitzen - 5167 Westenholz - 5168 Stellichte - 517 - 5171 Peine - 5172 Ilsede - 5173 Uetze - 5174 Lahstedt - 5175 Arpke - 5176 Edemissen - 5177 Abbensen - 518 - 5181 Alfeld (Leine) - 5182 Gronau (Leine) - 5183 Lamspringe - 5184 Freden (Leine) - 5185 Duingen - 5186 Wallensen - 5187 Delligsen - 519 - 5190 Emmingen - 5191 Soltau - 5192 Munster - 5193 Schneverdingen - 5194 Bispingen - 5196 Wietzendorf - 5197 Frielingen - 5198 Wintermoor - 5199 Heber - 520 - 5200 (chưa được cấp) - 5201 Halle (Westf.) - 5202 Oerlinghausen - 5203 Werther (Westfalen) - 5204 Steinhagen (Westfalen) - 5205 Sennestadt (Stadt Bielefeld) - 5206 Jöllenbeck, Theesen (Stadt Bielefeld) - 5207 Schloß Holte-Stukenbrock - 5208 Leopoldshöhe - 5209 Friedrichsdorf (Stadt Gütersloh) - 521 Bielefeld - 522 - 5220 (chưa được cấp) - 5221 Herford - 5222 Bad Salzuflen - 5223 Bünde - 5224 Enger (Westfalen) - 5225 Spenge - 5226 Bruchmühlen (Westfalen, Gemeinde Rödinghausen/Nordrhein-Westfalen bzw. Stadt Melle/Niedersachsen) - 5227 (chưa được cấp) - 5228 Vlotho/Exter (Stadt Vlotho) - 5229 (chưa được cấp) - 523 - 5230 (chưa được cấp) - 5231 Detmold - 5232 Lage - 5233 Steinheim (Westfalen) - 5234 Horn-Bad Meinberg - 5235 Blomberg (Lippe) - 5236 Großenmarpe (Gemeinde Blomberg (Lippe)) - 5237 Augustdorf - 5238 Himmighausen (Gemeinde Nieheim) - 5239 (chưa được cấp) - 524 - 5240 (chưa được cấp) - 5241 Gütersloh - 5242 Rheda-Wiedenbrück - 5243 (chưa được cấp) - 5244 Rietberg - 5245 Herzebrock-Clarholz - 5246 Verl - 5247 Harsewinkel - 5248 Langenberg - 5249 (chưa được cấp) - 525 - 5250 Delbrück (Westfalen) - 5251 Paderborn - 5252 Bad Lippspringe - 5253 Bad Driburg - 5254 Schloß Neuhaus (Stadt Paderborn) - 5255 Altenbeken - 5257 Hövelhof - 5258 Salzkotten - 5259 Neuenheerse (Stadt Bad Driburg) - 526 - 5260 (chưa được cấp) - 5261 Lemgo - 5262 Extertal - 5263 Barntrup - 5264 Kalletal - 5265 Dörentrup - 5266 Kirchheide (Stadt Lemgo) - 5267 (chưa được cấp) - 5268 (chưa được cấp) - 5269 (chưa được cấp) - 527 - 5270 (chưa được cấp) - 5271 Höxter, Boffzen, Fürstenberg - 5272 Brakel (Westfalen) - 5273 Beverungen, Lauenförde, Derental - 5274 Nieheim - 5275 Ottbergen (Stadt Höxter) - 5276 Marienmünster - 5277 Fürstenau (Stadt Höxter) - 5278 Ovenhausen (Stadt Höxter) - 5279 (chưa được cấp) - 528 - 5281 Bad Pyrmont - 5282 Schieder-Schwalenberg - 5283 Lügde -Rischenau - 5284 Schwalenberg (Gemeinde Schieder-Schwalenberg) - 5285 Kleinenberg - 5286 Ottenstein - 5287 (chưa được cấp) - 5288 (chưa được cấp) - 5289 (chưa được cấp) - 529 - 5291 (chưa được cấp) - 5292 Atteln (Stadt Lichtenau) - 5293 Dahl (Stadt Paderborn) - 5294 Espeln (Gemeinde Hövelhof) - 5295 Lichtenau - 5296 (chưa được cấp) - 5297 (chưa được cấp) - 5298 (chưa được cấp) - 5299 (chưa được cấp) - 530 - 5300 Üfingen - 5301 Lehre-Essenrode - 5302 Vechelde - 5303 Wendeburg - 5304 Meine - 5305 Sickte - 5306 Cremlingen - 5307 Braunschweig-Wenden - 5308 Lehre - 5309 Lehre-Wendhausen - 531 Braunschweig - 532 - 5320 Torfhaus - 5321 Goslar - 5322 Bad Harzburg - 5323 Clausthal-Zellerfeld - 5324 Vienenburg - 5325 Hahnenklee - 5326 Langelsheim - 5327 Bad Grund (Harz) - 5328 Altenau (Harz) - 5329 Schulenberg (Oberharz) - 533 - 5331 Wolfenbüttel - 5332 Schöppenstedt - 5333 Dettum - 5334 Hornburg (bei Wolfenbüttel) - 5335 Schladen - 5336 Semmenstedt - 5337 Kissenbrück - 5339 Gielde - 534 - 5341 Salzgitter - 5344 Lengede - 5345 Baddeckenstedt - 5346 Liebenburg - 5347 Burgdorf (bei Salzgitter) - 535 - 5351 Helmstedt - 5352 Schöningen - 5353 Königslutter - 5354 Jerxheim - 5355 Frellstedt - 5356 Helmstedt-Barmke - 5357 Grasleben - 5358 Bahrdorf-Mackendorf - 536 - 5361 Wolfsburg - 5362 Wolfsburg-Fallersleben - 5363 Wolfsburg-Vorsfelde - 5364 Velpke - 5365 Wolfsburg-Neindorf - 5366 Jembke - 5367 Rühen - 537 - 5371 Gifhorn - 5372 Meinersen - 5373 Hillerse - 5374 Isenbüttel - 5375 Müden (Aller) - 5376 Wesendorf - 5378 Sassenburg-Platendorf - 5379 Sassenburg-Grussendorf - 538 - 5381 Seesen - 5382 Bad Gandersheim - 5383 Lutter am Barenberge - 5384 Groß Rhüden - 540 - 5401 Georgsmarienhütte - 5402 Bissendorf - 5403 Bad Iburg - 5404 Westerkappeln - 5405 Hasbergen (Osnabrück) - 5406 Belm - 5407 Wallenhorst - 5409 Hilter am Teutoburger Wald - 541 Osnabrück - 542 - 5421 Dissen am Teutoburger Wald - 5422 Melle - 5423 Versmold - 5424 Bad Rothenfelde, Bad Laer, Hilter - 5425 Borgholzhausen - 5426 Glandorf - 5427 Buer (Stadt Melle) - 5428 Neuenkirchen (Stadt Melle) - 5429 Wellingholzhausen (Stadt Melle) - 543 - 5432 Löningen - 5433 Badbergen - 5434 Essen (Oldenburg) - 5435 Berge (bei Quakenbrück) - 5436 Nortrup - 5437 Menslage - 5438 Addrup, Gut Lage, Lüsche - 5439 Bersenbrück - 544 - 5441 Diepholz - 5442 Barnstorf - 5443 Lemförde - 5444 Wagenfeld - 5445 Drebber - 5446 Rehden - 5447 Lembruch - 5448 Barver | - 545 - 5451 Ibbenbüren - 5452 Mettingen (Westfalen) - 5453 Recke - 5454 Riesenbeck - 5455 Brochterbeck - 5456 Velpe - 5457 Schale - 5458 Hopsten - 5459 Hörstel - 546 - 5461 Bramsche - 5462 Ankum - 5464 Alfhausen - 5465 Neuenkirchen (bei Bramsche) - 5466 Merzen - 5468 Engter - 547 - 5471 Bohmte - 5472 Bad Essen - 5473 Ostercappeln - 5474 Stemwede-Dielingen (Gemeinde Stemwede) - 5475 Hunteburg - 5476 Venne - 548 - 5481 Lengerich (Westfalen) - 5482 Tecklenburg - 5483 Lienen - 5484 Kattenvenne - 5485 Ladbergen - 549 - 5491 Damme (Dümmer) - 5492 Steinfeld (Oldenburg) - 5493 Neuenkirchen (Old.) - 5494 Holdorf (Nieders.) - 5495 Vörden - 550 - 5502 Dransfeld - 5503 Nörten-Hardenberg - 5504 Friedland (bei Göttingen) - 5505 Hardegsen - 5506 Adelebsen - 5507 Ebergötzen - 5508 Rittmarshausen - 5509 Rosdorf - 551 Göttingen - 552 - 5520 Braunlage - 5521 Herzberg am Harz - 5522 Osterode (Harz) - 5523 Bad Sachsa - 5524 Bad Lauterberg (Harz) - 5525 Walkenried - 5527 Duderstadt - 5528 Gieboldehausen - 5529 Rhumspringe - 553 - 5531 Holzminden - 5532 Stadtoldendorf - 5533 Bodenwerder - 5534 Eschershausen (an der Lenne) (Niedersachsen) - 5535 Polle - 5536 Neuhaus (bei Holzminden) - 554 - 5541 Hann. Münden - 5542 Witzenhausen - 5543 Staufenberg (Niedersachsen) - 5544 Reinhardshagen - 5545 Hedemünden - 5546 Scheden - 555 - 5551 Northeim - 5552 Katlenburg - 5553 Kalefeld - 5554 Moringen - 5555 Fredelsloh - 5556 Lindau (Harz) - 556 - 5561 Einbeck - 5562 Markoldendorf - 5563 Kreiensen - 5564 Dassel - 5565 Wenzen - 557 - 5571 Uslar - 5572 Bodenfelde - 5573 Volpriehausen - 5574 Oberweser - 558 - 5582 Sankt Andreasberg - 5583 Hohegeiß - 5584 Hattorf - 5585 Sieber - 559 - 5592 Gleichen-Bremke - 5593 Lenglern (bei Bovenden) - 5594 Reyershausen - 560 - 5601 Schauenburg - 5602 Hessisch Lichtenau và Eschenstruth - 5603 Gudensberg - 5604 Großalmerode - 5605 Kaufungen - 5606 Zierenberg - 5607 Fuldatal - 5608 Söhrewald - 5609 Ahnatal - 561 Kassel - 562 - 5621 Bad Wildungen - 5622 Fritzlar - 5623 Edertal - 5624 Emstal - 5625 Naumburg, Kassel - 5626 Zwesten - 563 - 5631 Korbach - 5632 Willingen (Upland) - 5633 Diemelsee - 5634 Waldeck - 5635 Voehl - 5636 Lichtenfels-Goddelsheim - 564 - 5641 Warburg - 5642 Scherfede - 5643 Borgentreich - 5644 Peckelsheim - 5645 Borgholz (bei Borgentreich) - 5646 Willebadessen - 5647 Kleinenberg - 5648 Gehrden - 565 - 5650 Cornberg - 5651 Eschwege - 5652 Bad Sooden-Allendorf - 5653 Sontra - 5654 Herleshausen - 5655 Wanfried - 5656 Waldkappel - 5657 Meißner - 5658 Wehretal - 5659 Ringgau - 566 - 5661 Melsungen - 5662 Felsberg, Schwalm-Eder - 5663 Spangenberg - 5664 Morschen - 5665 Guxhagen - 567 - 5671 Hofgeismar - 5672 Bad Karlshafen - 5673 Immenhausen - 5674 Grebenstein - 5675 Trendelburg - 5676 Liebenau, Kassel - 5677 Calden-Westuffeln - 568 - 5681 Homberg (Efze) - 5682 Borken, Schwalm-Eder - 5683 Wabern, Schwalm-Eder - 5684 Frielendorf - 5685 Knüllwald - 5686 Schwarzenborn - 569 - 5691 Bad Arolsen - 5692 Wolfhagen - 5693 Volkmarsen - 5694 Diemelstadt - 5695 Twistetal - 5696 Landau (bei Arolsen) - 570 - 5702 Lahde (Stadt Petershagen) - 5703 Hille - 5704 Friedewalde (Stadt Petershagen) - 5705 Windheim (Stadt Petershagen) - 5706 Porta Westfalica - 5707 Petershagen - 571 Minden - 572 - 5721 Stadthagen - 5722 Bückeburg - 5723 Bad Nenndorf - 5724 Obernkirchen - 5725 Lindhorst (bei Stadthagen) - 5726 Wiedensahl - 573 - 5731 Bad Oeynhausen - 5732 Löhne - 5733 Vlotho - 5734 Bergkirchen (Westfalen) (Stadt Bad Oeynhausen) - 574 - 5741 Lübbecke - 5742 Preußisch Oldendorf - 5743 Gestringen (Stadt Espelkamp) - 5744 Hüllhorst - 5745 Levern (Gemeinde Stemwede) - 5746 Rödinghausen - 575 - 5751 Rinteln - 5752 Hattendorf - 5753 Bernsen - 5754 Bremke (Gemeinde Extertal) - 5755 Varenholz (Gemeinde Kalletal) - 576 - 5761 Stolzenau - 5764 Steyerberg - 5765 Raddestorf - 5766 Loccum - 5767 Warmsen - 5768 Heimsen (Stadt Petershagen) - 5769 Voigtei - 577 - 5771 Rahden (Westfalen) - 5772 Espelkamp - 5773 Wehdem (Gemeinde Stemwede) - 5774 Ströhen - 5775 Diepenau - 5776 Preußisch Ströhen (Stadt Rahden) - 5777 Essern - 580 - 5802 Wrestedt - 5803 Rosche - 5804 Rätzlingen - 5805 Oetzen - 5806 Barum - 5807 Altenmedingen - 581 Uelzen - 582 - 5820 Suhlendorf - 5821 Bad Bevensen - 5822 Ebstorf - 5823 Bienenbüttel - 5824 Bad Bodenteich - 5825 Wieren - 5826 Suderburg - 5827 Unterlüß - 5828 Himbergen - 5829 Wriedel - 583 - 5831 Wittingen - 5832 Hankensbüttel - 5833 Brome - 5834 Knesebeck - 5835 Wahrenholz - 5836 Radenbeck - 5837 Sprakensehl - 5838 Groß Oesingen - 5839 Ohrdorf - 584 - 5840 Schnackenburg - 5841 Lüchow - 5842 Schnega - 5843 Wustrow (Wendland) - 5844 Clenze - 5845 Bergen an der Dumme - 5846 Gartow - 5848 Trebel - 5849 Waddeweitz - 585 - 5850 Neetze - 5851 Dahlenburg - 5852 Bleckede - 5853 Neu Darchau - 5854 Barskamp - 5855 Nahrendorf - 5857 Brackede - 5858 Wietzetze - 5859 Thomasburg - 586 - 5861 Dannenberg (Elbe) - 5862 Hitzacker - 5863 Zernien - 5864 Jameln - 5865 Gusborn - 587 - 5872 Stötze - 5874 Soltendieck - 5875 Emmendorf - 588 - 5882 Gorleben - 5883 Lemgow - 590 - 5901 Fürstenau - 5902 Freren - 5903 Emsbüren - 5904 Lengerich (Emsland) - 5905 Beesten - 5906 Lünne - 5907 Geeste - 5908 Lohne (Kreis Nordhorn) - 5909 Wettrup - 591 Lingen (Ems) - 592 - 5921 Nordhorn - 5922 Bad Bentheim - 5923 Schüttorf - 5924 Gildehaus - 5925 Wietmarschen - 5926 Engden - 593 - 5931 Meppen - 5932 Haren, Emsland - 5933 Lathen - 5934 Rütenbrock - 5935 Schöninghsdorf - 5936 Twist - 5937 Groß Hesepe - 5939 Sustrum - 594 - 5941 Neuenhaus (Dinkel) - 5942 Uelsen - 5943 Emlichheim - 5944 Hoogstede - 5946 Georgsdorf - 5947 Laar (Vechte) - 5948 Itterbeck - 595 - 5951 Werlte - 5952 Sögel - 5954 Lorup - 5955 Esterwegen - 5956 Rastdorf - 5957 Lindern (Old.) - 596 - 5961 Haselünne - 5962 Herzlake - 5963 Bawinkel - 5964 Lähden - 5965 Klein Berßen - 5966 Apeldorn - 597 - 5971 Rheine - 5973 Neuenkirchen (Kreis Steinfurt) - 5975 Mesum - 5976 Salzbergen - 5977 Spelle - 5978 Dreierwalde |

## 6
| - 600 - 6002 Ober-Mörlen - 6003 Rosbach v.d. Höhe - 6004 Lich-Eberstadt - 6007 Rosbach-Rodheim, Friedrichsdorf-Burgholzhausen - 6008 Echzell - 602 - 6020 Heigenbrücken - 6021 Aschaffenburg - 6022 Obernburg - 6023 Alzenau - 6024 Schöllkrippen, Kahlgrund - 6026 Großostheim - 6027 Stockstadt, Kleinostheim - 6028 Niedernberg, Sulzbach - 6029 Mömbris, Johannesberg - 603 - 6031 Friedberg, Wetteraukreis - 6032 Bad Nauheim - 6033 Butzbach - 6034 Wöllstadt, Niddatal, Karben-Burg-Gräfenrode - 6035 Florstadt, Reichelsheim (Wetterau) - 6036 Wölfersheim - 6039 Karben - 604 - 6041 Glauburg - 6042 Büdingen - 6043 Nidda - 6044 Schotten - 6045 Gedern - 6046 Ortenberg - 6047 Altenstadt, Wetteraukreis - 6048 Büdingen-Eckartshausen - 6049 Kefenrod - 605 - 6050 Biebergemünd - 6051 Gelnhausen, Linsengericht - 6052 Bad Orb - 6053 Wächtersbach - 6054 Birstein, Brachttal - 6055 Freigericht, Hasselroth - 6056 Bad Soden-Salmünster - 6057 Flörsbachtal - 6058 Gründau - 6059 Jossgrund - 606 - 6061 Michelstadt - 6062 Erbach (Odenwald) - 6063 Bad König - 6066 Michelstadt-Vielbrunn - 6068 Beerfelden - 607 - 6071 Dieburg - 6073 Babenhausen - 6074 Rödermark, Dietzenbach - 6078 Groß-Umstadt - 608 - 6081 Usingen, Neu-Anspach, Wehrheim - 6082 Niederreifenberg - 6083 Weilrod - 6084 Schmitten - 6085 Waldsolms - 6086 Grävenwiesbach - 6087 Waldems - 609 - 6092 Heimbuchenthal - 6093 Laufach - 6094 Weibersbrunn - 6095 Bessenbach - 6096 Wiesen, Bayern - 610 - 6101 Bad Vilbel, Niederdorfelden, Frankfurt-Nieder-Erlenbach, Frankfurt-Harheim - 6102 Neu-Isenburg - 6103 Langen, Egelsbach - 6104 Heusenstamm, Obertshausen - 6105 Mörfelden-Walldorf - 6106 Rodgau, Heusenstamm - 6107 Kelsterbach - 6108 Mühlheim am Main - 6109 Frankfurt-Bergen-Enkheim - 611 Wiesbaden - 612 - 6120 Aarbergen, Hohenstein - 6122 Hofheim-Wallau - 6123 Eltville, Walluf - 6124 Bad Schwalbach - 6126 Idstein - 6127 Niedernhausen - 6128 Taunusstein - 6129 Schlangenbad - 613 - 6130 Schwabenheim an der Selz - 6131 Mainz - 6132 Ingelheim am Rhein - 6133 Nierstein, Oppenheim - 6134 Mainz-Kastel - 6135 Bodenheim - 6136 Nieder-Olm - 6138 Mommenheim - 6139 Budenheim - 614 - 6142 Rüsselsheim, Raunheim - 6144 Bischofsheim (Mainspitze) - 6145 Flörsheim am Main - 6146 Hochheim am Main - 6147 Trebur - 615 - 6150 Weiterstadt, Erzhausen, Darmstadt-Wixhausen - 6151 Darmstadt - 6152 Groß-Gerau, Büttelborn - 6154 Ober-Ramstadt - 6155 Griesheim - 6157 Pfungstadt - 6158 Riedstadt - 6159 Messel - 616 - 6161 Brensbach - 6162 Groß-Bieberau, Reinheim - 6163 Höchst im Odenwald - 6164 Reichelsheim (Odenwald) - 6165 Breuberg - 6166 Fischbachtal - 6167 Modautal - 617 - 6171 Oberursel - 6172 Bad Homburg - 6173 Kronberg im Taunus - 6174 Königstein im Taunus - 6175 Friedrichsdorf (Taunus) - 618 - 6181 Hanau - 6182 Seligenstadt - 6183 Erlensee - 6184 Langenselbold, Rodenbach (bei Hanau) - 6185 Hammersbach - 6186 Großkrotzenburg - 6187 Nidderau, Schöneck, Main-Kinzig - 6188 Kahl am Main, Karlstein am Main - 619 - 6190 Hattersheim am Main - 6192 Hofheim am Taunus, Kriftel - 6195 Kelkheim - 6196 Bad Soden am Taunus, Eschborn, Liederbach am Taunus, Schwalbach am Taunus, Sulzbach - 6198 Eppstein - 620 - 6201 Birkenau, Gorxheimertal, Hemsbach, Hirschberg an der Bergstraße, Laudenbach, Weinheim - 6202 Brühl, Ketsch, Oftersheim, Plankstadt, Schwetzingen - 6203 Edingen-Neckarhausen, Heddesheim, Ladenburg, Schriesheim - 6204 Viernheim - 6205 Altlußheim, Hockenheim, Neulußheim, Reilingen - 6206 Bürstadt, Lampertheim - 6207 Wald-Michelbach - 6209 Mörlenbach - 621 Mannheim, Ilvesheim, Neu-Edingen - 621 Ludwigshafen am Rhein - 622 - 6220 Heiligkreuzsteinach, Wilhelmsfeld - 6221 Heidelberg, Dossenheim, Eppelheim - 6222 Dielheim, Mühlhausen, Rauenberg, Wiesloch - 6223 Bammental, Gaiberg, Neckargemünd, Wiesenbach - 6224 Leimen, Nußloch, Sandhausen - 6226 Eschelbronn, Lobbach, Mauer, Meckesheim, Spechbach, Zuzenhausen - 6227 St. Leon-Rot, Walldorf - 6228 Schönau - 6229 Neckarsteinach - 623 - 6231 Hochdorf-Assenheim - 6232 Speyer - 6233 Frankenthal - 6234 Mutterstadt - 6235 Schifferstadt - 6236 Limburgerhof, Neuhofen - 6237 Ludwigshafen-Ruchheim, Maxdorf - 6238 Gerolsheim - 6239 Bobenheim-Roxheim - 624 - 6241 Worms - 6242 Worms-Abenheim - 6243 Monsheim - 6244 Gundersheim - 6245 Biblis - 6246 Eich (Rheinhessen), Hamm am Rhein, Ibersheim - 6247 Worms-Pfeddersheim - 625 - 6251 Bensheim - 6252 Heppenheim - 6253 Fürth - 6254 Lautertal - 6255 Lindenfels - 6256 Lampertheim-Hüttenfeld - 6257 Seeheim-Jugenheim - 6258 Gernsheim - 626 - 6261 Elztal, Mosbach, Neckarzimmern, Obrigheim - 6262 Aglasterhausen, Neunkirchen, Reichartshausen, Schönbrunn, Schwarzach - 6263 Neckargerach, Binau - 6264 Neudenau - 6265 Billigheim - 6266 Haßmersheim - 6267 Fahrenbach - 6268 Hüffenhardt - 627 - 6271 Eberbach - 6272 Hirschhorn (Neckar) - 6274 Waldbrunn - 6275 Rothenberg - 6276 Hesseneck - 628 - 6281 Buchen (Odenwald) - 6282 Walldürn - 6283 Hardheim, Höpfingen - 6284 Mudau - 6285 Walldürn-Altheim - 6286 Walldürn-Rippberg - 6287 Limbach - 629 - 6291 Adelsheim, Osterburken - 6292 Seckach - 6293 Schefflenz - 6295 Rosenberg - 6297 Ravenstein - 6298 Möckmühl - 630 - 6301 Otterbach - 6302 Winnweiler - 6303 Enkenbach-Alsenborn, Mehlingen - 6307 Geiselberg, Krickenbach, Linden, Schmalenberg, Schopp - 631 Kaiserslautern - 632 - 6321 Neustadt an der Weinstraße - 6322 Bad Dürkheim - 6323 Edenkoben, Edesheim, Flemlingen, Großfischlingen, Hainfeld (Pfalz), Rhodt unter Rietburg, Roschbach, Sankt Martin (Pfalz), Venningen, Weyher in der Pfalz - 6327 Lachen-Speyerdorf - 6331 Höheischweiler, Pirmasens - 6333 Clausen, Donsieders, Heltersberg, Hermersberg, Höheinöd, Horbach, Steinalben, Waldfischbach-Burgalben, Weselberg - 6334 Höhfröschen, Maßweiler, Petersberg, Thaleischweiler-Fröschen - 6336 Nünschweiler, Rieschweiler-Mühlbach | - 634 - 6340 Dierbach, Freckenfeld, Kapsweyer, Niederotterbach, Steinfeld (Pfalz), Vollmersweiler, Wörth-Schaidt - 6341 Landau in der Pfalz - 6342 Schweigen-Rechtenbach - 6343 Bad Bergzabern - 6344 Schwegenheim - 6345 Albersweiler - 6346 Annweiler am Trifels - 6347 Hochstadt (Pfalz) - 6348 Offenbach an der Queich - 6349 Billigheim-Ingenheim - 635 - 6351 Eisenberg, Göllheim - 6352 Kirchheimbolanden - 6353 Freinsheim, Weisenheim am Sand, Dackenheim, Bobenheim am Berg, Erpolzheim, Herxheim am Berg, Weisenheim am Berg - 6359 Grünstadt - 637 - 6371 Landstuhl, Obernheim-Kirchenarnbach - 6372 Bruchmühlbach-Miesau - 6373 Waldmohr, Schönenberg-Kübelberg - 6374 Weilerbach - 6375 Biedershausen, Herschberg, Hettenhausen, Knopp-Labach, Reifenberg, Saalstadt, Schauerberg, Schmitshausen, Wallhalben - 6385 Reichenbach-Steegen, Albersbach - 640 - 6400 Mücke - 6401 Grünberg - 6403 Langgöns, Linden - 6404 Fernwald, Lich - 6405 Laubach - 6406 Lollar, Staufenberg - 6407 Rabenau - 6408 Buseck, Reiskirchen - 6409 Biebertal - 641 Gießen, Heuchelheim - 642 - 6420 Lahntal (một phần) - 6421 Marburg, Weimar (Lahn) (một phần), Cölbe (một phần) - 6422 Kirchhain, Amöneburg - 6423 Wetter, Lahntal (một phần), Münchhausen (một phần) - 6424 Ebsdorfergrund - 6425 Rauschenberg - 6426 Weimar (Lahn) (một phần), Fronhausen - 6427 Cölbe (một phần) - 6428 Stadtallendorf (một phần) - 6429 Stadtallendorf (một phần) - 643 - 6431 Limburg an der Lahn và vài phần của Runkel - 6432 Diez - 6433 Hadamar - 6434 Bad Camberg - 6435 Wallmerod - 6436 Dornburg, Hessen - 6438 Hünfelden - 6439 Holzappel - 644 - 6441 Wetzlar - 6442 Braunfels - 6443 Ehringshausen - 6444 Bischoffen - 6445 Schöffengrund - 6446 Hohenahr - 6447 Langgöns-Niederkleen - 6449 Ehringshausen-Katzenfurt - 645 - 6451 Frankenberg (Eder) - 6452 Battenberg - 6454 Wohratal - 6457 Burgwald, Münchhausen (một phần) - 646 - 6461 Biedenkopf - 6462 Gladenbach, Lohra - 6464 Angelburg, Steffenberg - 6465 Breidenbach - 6466 Dautphetal (một phần) - 6467 Hatzfeld (Eder) - 6468 Dautphetal (một phần) - 647 - 6471 Weilburg an der Lahn - 6472 Weilmünster - 6473 Leun - 6474 Villmar - 6476 Mengerskirchen - 6477 Greifenstein-Nenderoth - 6478 Greifenstein-Ulm - 6479 Waldbrunn (Westerwald) - 648 - 6482 Runkel - 6483 Selters (Taunus) - 6484 Beselich - 6485 Nentershausen - 6 Katzenelnbogen - 650 - 6501 Konz - 6502 Schweich - 651 Trier - 653 - 6531 Bernkastel-Kues - 6533 Morbach - 6535 Maring-Noviand, Osann-Monzel - 654 - 6541 Traben-Trarbach - 6544 Rhaunen - 655 - 6551 Prüm - 656 - 6561 Bitburg - 657 - 6571 Wittlich - 658 - 6581 Saarburg - 6588 Pluwig - 659 - 6591 Gerolstein - 6592 Daun - 661 Fulda, Künzell, Petersberg - 662 - 6622 Bebra - 6627 Nentershausen - 664 - 6641 Lauterbach, Vogelsberg - 6642 Schlitz - 6643 Herbstein, Lautertal - 6644 Grebenhain - 6645 Ulrichstein - 6647 Herbstein-Stockhausen - 6648 Bad Salzschlirf, Großenlüder - 665 - 6656 Ebersburg - 6657 Hofbieber - 6658 Poppenhausen (Wasserkuppe) - 666 - 6661 Schlüchtern - 669 - 6691 Schwalmstadt - 6692 Neustadt - 6693 Neuental - 6694 Neukirchen - 6695 Jesberg - 6696 Gilserberg - 6697 Willingshausen - 6698 Alsfeld - 671 Bad Kreuznach - 672 - 6721 Bingen - 6722 Rüdesheim, Geisenheim, Johannisberg, Marienthal, Stephanshausen, Aulhausen, Assmannshausen - 6723 Oestrich-Winkel, Mittelheim - 6724 Stromberg Hunsrück - 6725 Gau-Algesheim - 6726 Lorch (Rheingau) - 6727 Gensingen - 6728 Ober-Hilbersheim - 673 - 6731 Alzey - 6732 Udenheim - 6733 Gau-Odernheim - 674 - 6741 Sankt Goar - 6744 Oberwesel - 6746 Pfalzfeld - 6747 Emmelshausen - 675 - 6751 Bad Sobernheim - 6752 Kirn - 6753 Odenbach, Meisenheim - 6754 Martinstein - 6755 Odernheim am Glan - 6756 Winterbach (Soonwald) - 6757 Becherbach bei Kirn - 6758 Waldböckelheim - 676 - 6761 Simmern (Hunsrück) - 677 - 6771 Sankt Goarshausen - 678 - 6781 Idar-Oberstein - 6783 Baumholder - 6784 Idar-Oberstein (Đông) - 680 - 6802 Völklingen-Lauterbach - 6803 Mandelbachtal-Ommersheim - 6804 Mandelbachtal - 6805 Kleinblittersdorf - 6806 Heusweiler, Riegelsberg - 6809 Großrosseln - 681 Saarbrücken - 682 - 6821 Neunkirchen (Saar) - 6824 Ottweiler - 6825 Illingen (Saar) - 6826 Bexbach - 6827 Eppelborn - 683 - 6831 Saarlouis, Dillingen - 6832 Beckingen-Reimsbach - 6833 Rehlingen-Siersburg - 6834 Wadgassen - 6835 Beckingen - 6836 Überherrn - 6837 Wallerfangen - 6838 Saarwellingen - 684 - 6841 Homburg (Saar) - 6842 Blieskastel - 6844 Blieskastel-Altheim - 6848 Homburg-Einöd - 6849 Kirkel - 685 - 6851 St. Wendel - 6852 - 6853 Marpingen - 6855 Freisen - 6857 Namborn - 686 - 6861 Merzig - 6864 Mettlach - 687 - 6871 Wadern - 6872 Losheim am See - 6876 Weiskirchen - 688 - 6881 Lebach, Eppelborn - 6887 Schmelz (Saar) - 6888 Lebach-Steinbach - 689 - 6893 Saarbrücken-Ensheim - 6894 Sankt Ingbert - 6897 Dudweiler, Sulzbach - 6898 Völklingen - 69 Frankfurt am Main, Offenbach am Main |

## 7
| - 700 số cá nhân - 701 số cá nhân, đã được đặt trước - 702 - 7021 Kirchheim unter Teck, Dettingen unter Teck, Notzingen, Owen, Schlierbach - 7022 Nürtingen, Frickenhausen, Großbettlingen, Oberboihingen, Unterensingen, Wolfschlugen - 7023 Weilheim an der Teck, Bissingen an der Teck, Holzmaden, Neidlingen, Ohmden - 7024 Wendlingen am Neckar, Köngen - 7025 Neuffen, Beuren, Frickenhausen-Linsenhofen, Kohlberg - 7026 Lenningen, Erkenbrechtsweiler - 703 - 7031 Böblingen, Altdorf, Holzgerlingen, Schönaich, Sindelfingen - 7032 Herrenberg, Ammerbuch, Gäufelden, Jettingen, Nufringen - 7033 Weil der Stadt, Grafenau, Heimsheim, Ostelsheim, Simmozheim - 7034 Ehningen, Aidlingen, Gärtringen, Hildrizhausen - 704 - 7041 Mühlacker, Ötisheim, Wiernsheim - 7042 Vaihingen an der Enz, Eberdingen, Illingen, Mühlacker, Oberriexingen, Sersheim - 7043 Maulbronn, Illingen, Knittlingen, Ölbronn-Dürrn, Sternenfels - 7044 Mönsheim, Friolzheim, Heimsheim, Weissach, Wiernsheim, Wimsheim, Wurmberg - 7045 Oberderdingen, Sternenfels - 7046 Zaberfeld, Pfaffenhofen, Sachsenheim - 705 - 7051 Calw, Althengstett, Bad Teinach-Zavelstein, Oberreichenbach - 7052 Bad Liebenzell - 7053 Bad Teinach-Zavelstein, Calw, Neubulach, Oberreichenbach - 7054 Wildberg, Ebhausen - 7055 Neuweiler, Bad Wildbad, Neubulach - 7056 Gechingen, Aidlingen, Deckenpfronn, Wildberg - 706 - 7062 Beilstein, Abstatt, Ilsfeld, Neckarwestheim, Oberstenfeld - 7063 Bad Wimpfen - 7066 Bad Rappenau, Heilbronn - 707 - 7071 Tübingen, Kusterdingen - 7072 Gomaringen, Dußlingen, Kusterdingen-Immenhausen, Reutlingen-Bronnweiler, Reutlingen-Gönningen - 7073 Ammerbuch, Rottenburg am Neckar, Tübingen-Unterjesingen - 708 - 7081 Bad Wildbad, Dobel, Höfen an der Enz - 7082 Neuenbürg, Birkenfeld, Engelsbrand, Keltern, Straubenhardt - 7083 Bad Herrenalb, Dobel, Loffenau - 7084 Schömberg im Schwarzwald, Bad Liebenzell, Oberreichenbach - 7085 Enzklösterle, Bad Wildbad - 709 (chưa được cấp) - 710 (chưa được cấp) - 711 Stuttgart, Aichwald, Denkendorf, Esslingen am Neckar, Fellbach, Filderstadt-Bernhausen, Filderstadt-Bonlanden, Filderstadt-Plattenhardt, Korntal, Leinfelden-Echterdingen, Ostfildern-Kemnat, Ostfildern-Nellingen, Ostfildern-Ruit - 712 - 7121 Reutlingen, Eningen unter Achalm, Kirchentellinsfurt, Pfullingen, Wannweil - 7122 St. Johann, Lichtenstein - 7123 Metzingen, Bempflingen, Dettingen an der Erms, Frickenhausen-Tischardt, Grafenberg, Neuffen-Kappishäusern, Riederich - 7124 Trochtelfingen, Burladingen-Hörschwag, Gammertingen - 7125 Bad Urach, Hülben - 7126 Burladingen-Melchingen, Burladingen-Salmendingen, Burladingen-Stetten - 7127 Neckartenzlingen, Aichtal, Altdorf, Altenriet, Neckartailfingen, Pliezhausen, Reutlingen-Mittelstadt, Schlaitdorf, Walddorfhäslach - 7128 Sonnenbühl - 7129 Lichtenstein, Engstingen - 713 - 7130 Löwenstein, Beilstein, Obersulm, Untergruppenbach, Wüstenrot - 7131 Heilbronn, Flein, Leingarten, Untergruppenbach - 7132 Neckarsulm, Erlenbach, Oedheim, Untereisesheim - 7133 Lauffen am Neckar, Ilsfeld, Neckarwestheim, Nordheim, Talheim - 7134 Weinsberg, Eberstadt, Ellhofen, Lehrensteinsfeld, Obersulm - 7135 Brackenheim, Cleebronn, Güglingen, Nordheim - 7136 Bad Friedrichshall, Gundelsheim, Oedheim, Offenau - 7138 Schwaigern, Eppingen, Massenbachhausen - 7139 Hardthausen am Kocher, Langenbrettach, Neuenstadt am Kocher, Oedheim - 714 - 7141 Ludwigsburg, Asperg, Freiberg am Neckar, Kornwestheim, Möglingen, Remseck am Neckar, Tamm - 7142 Bietigheim-Bissingen, Ingersheim - 7143 Besigheim, Bönnigheim, Erligheim, Freudental, Gemmrigheim, Hessigheim, Kirchheim am Neckar, Löchgau, Mundelsheim, Walheim - 7144 Marbach am Neckar, Affalterbach, Benningen am Neckar, Erdmannhausen, Kirchberg an der Murr, Ludwigsburg, Murr, Pleidelsheim, Steinheim an der Murr - 7145 Markgröningen - 7146 Remseck am Neckar, Waiblingen - 7147 Sachsenheim, Bietigheim-Bissingen, Markgröningen - 7148 Großbottwar, Aspach, Steinheim an der Murr - 715 - 7150 Münchingen, Hemmingen, Schwieberdingen - 7151 Waiblingen, Kernen im Remstal, Korb, Remshalden, Weinstadt - 7152 Leonberg, Ditzingen, Rutesheim - 7153 Plochingen, Altbach, Baltmannsweiler, Deizisau, Hochdorf, Lichtenwald, Reichenbach an der Fils, Wernau - 7154 Kornwestheim - 7156 Ditzingen, Gerlingen - 7157 Waldenbuch, Dettenhausen, Steinenbronn, Weil im Schönbuch - 7158 Neuhausen auf den Fildern, Filderstadt-Harthausen, Filderstadt-Sielmingen, Ostfildern-Scharnhausen - 7159 Renningen, Magstadt - 716 - 7161 Göppingen, Albershausen, Birenbach, Börtlingen, Eislingen/Fils, Eschenbach, Heiningen, Rechberghausen, Schlat, Uhingen, Wangen - 7162 Süßen, Donzdorf, Gingen an der Fils, Salach, Waldstetten - 7163 Ebersbach an der Fils, Uhingen - 7164 Boll, Aichelberg, Dürnau, Gammelshausen, Hattenhofen, Zell unter Aichelberg - 7165 Göppingen-Hohenstaufen, Eislingen/Fils, Göppingen-Hohrein, Ottenbach - 7166 Adelberg - 717 - 7171 Schwäbisch Gmünd, Alfdorf-Adelstetten, Mutlangen, Waldstetten - 7172 Lorch, Adelberg, Alfdorf, Börtlingen, Wäschenbeuren - 7173 Heubach, Bartholomä, Böbingen an der Rems, Schwäbisch Gmünd-Bargau - 7174 Mögglingen, Heuchlingen - 7175 Leinzell, Eschach, Göggingen, Iggingen, Schechingen, Täferrot - 7176 Spraitbach, Alfdorf, Durlangen, Ruppertshofen, Täferrot - 718 - 7181 Schorndorf, Berglen, Plüderhausen, Remshalden, Urbach, Winterbach - 7182 Welzheim, Alfdorf, Kaisersbach, Plüderhausen - 7183 Rudersberg, Althütte - 7184 Kaisersbach, Murrhardt - 719 - 7191 Backnang, Allmersbach im Tal, Aspach, Auenwald, Burgstetten, Oppenweiler, Weissach im Tal - 7192 Murrhardt, Althütte, Auenwald, Großerlach - 7193 Sulzbach an der Murr, Großerlach, Oppenweiler - 7194 Spiegelberg, Oberstenfeld, Wüstenrot - 7195 Winnenden, Berglen, Leutenbach, Schwaikheim - 720 - 7202 Karlsbad - 7203 Walzbachtal - 7204 Malsch-Völkersbach, Gaggenau, Malsch - 721 Karlsruhe, Eggenstein-Leopoldshafen, Pfinztal-Berghausen (Baden), Rheinstetten, Stutensee, - 722 - 7220 Forbach, Ottersweier - 7221 Baden-Baden, Sinzheim - 7222 Rastatt, Bischweier, Gaggenau, Kuppenheim, Muggensturm, Ötigheim, Steinmauern - 7223 Bühl, Baden-Baden, Bühlertal, Ottersweier, Sinzheim - 7224 Gernsbach, Gaggenau, Weisenbach - 7225 Gaggenau, Kuppenheim - 7226 Bühl, Bühlertal, Forbach, Ottersweier, Sasbach - 7227 Lichtenau (Baden), Bühl, Rheinau, Rheinmünster - 7228 Forbach - 7229 Iffezheim, Hügelsheim, Rastatt - 723 - 7231 Pforzheim, Birkenfeld, Ispringen, Kämpfelbach, Kieselbronn - 7232 Königsbach-Stein, Eisingen, Kämpfelbach, Remchingen - 7233 Niefern-Öschelbronn - 7234 Tiefenbronn, Neuhausen, Pforzheim - 7235 Unterreichenbach, Engelsbrand, Schömberg im Schwarzwald - 7236 Keltern - 7237 Neulingen, Ölbronn-Dürrn - 724 - 7240 Pfinztal nur Söllingen, Kleinsteinbach và Wöschbach - 7242 Rheinstetten - 7243 Ettlingen, Waldbronn - 7244 Weingarten (Baden), Stutensee - 7245 Durmersheim, Au am Rhein, Bietigheim, Elchesheim-Illingen - 7246 Malsch - 7247 Linkenheim-Hochstetten, Dettenheim, Eggenstein-Leopoldshafen - 7248 Marxzell, Karlsbad-Ittersbach, Straubenhardt - 7249 Stutensee - 725 - 7250 Kraichtal - 7251 Bruchsal, Forst, Karlsdorf-Neuthard, Kraichtal, Ubstadt-Weiher - 7252 Bretten, Gondelsheim - 7253 Bad Schönborn, Kronau, Malsch, Mühlhausen, Östringen, Rauenberg, Ubstadt-Weiher - 7254 Waghäusel, Oberhausen-Rheinhausen - 7255 Graben-Neudorf, Dettenheim, Hambrücken - 7256 Philippsburg - 7257 Bruchsal-Untergrombach, Bruchsal - 7258 Oberderdingen-Flehingen, Bretten, Kraichtal, Kürnbach, Oberderdingen, Zaisenhausen - 7259 Östringen-Odenheim, Kraichtal, Östringen - 726 - 7260 Eppingen, Sinsheim - 7261 Sinsheim, Waibstadt - 7262 Eppingen - 7263 Waibstadt, Epfenbach, Helmstadt-Bargen, Neckarbischofsheim, Neidenstein - 7264 Bad Rappenau, Siegelsbach - 7265 Angelbachtal, Sinsheim - 7266 Kirchardt, Bad Rappenau, Ittlingen, Sinsheim - 7267 Gemmingen - 7268 Bad Rappenau, Neckarbischofsheim, Sinsheim - 7269 Sulzfeld - 727 - 7271 Wörth am Rhein, Jockgrim - 7272 Rülzheim, Bellheim, Hördt, Kuhardt, Leimersheim, Neupotz, Rheinzabern - 7273 Hagenbach, Berg, Neuburg am Rhein - 7274 Germersheim - 7275 Kandel, Erlenbach bei Kandel, Hatzenbühl, Minfeld - 7276 Herxheim bei Landau/Pfalz, Herxheimweyher - 7277 Wörth-Büchelberg, Scheibenhardt, Wörth am Rhein - 728 (chưa được cấp) - 729 (chưa được cấp) - 730 - 7300 Roggenburg - 7302 Pfaffenhofen an der Roth, Holzheim - 7303 Illertissen - 7304 Blaustein, Dornstadt, Ulm - 7305 Erbach, Hüttisheim, Oberdischingen, Ulm - 7306 Vöhringen, Bellenberg, Illerrieden, Weißenhorn - 7307 Senden, Neu-Ulm, Vöhringen - 7308 Nersingen, Elchingen, Neu-Ulm - 7309 Weißenhorn, Senden - 731 Ulm, Blaustein, Elchingen, Neu-Ulm - 732 - 7321 Heidenheim an der Brenz, Nattheim - 7322 Giengen an der Brenz, Hermaringen - 7323 Gerstetten, Amstetten-Bräunisheim, Steinheim-Söhnstetten - 7324 Herbrechtingen, Gerstetten-Dettingen, Giengen-Hürben, Niederstotzingen-Lontal - 7325 Sontheim an der Brenz, Bächingen an der Brenz, Niederstotzingen - 7326 Neresheim, Dischingen-Frickingen, Nattheim-Auernheim - 7327 Dischingen, Nattheim-Fleinheim - 7328 Königsbronn - 7329 Steinheim am Albuch - 733 - 7331 Geislingen an der Steige, Amstetten, Bad Überkingen, Kuchen - 7332 Lauterstein, Böhmenkirch, Schwäbisch Gmünd-Degenfeld - 7333 Laichingen, Westerheim - 7334 Deggingen, Bad Ditzenbach, Bad Überkingen-Hausen, Bad Überkingen-Unterböhringen, Geislingen an der Steige-Aufhausen - 7335 Wiesensteig, Bad Ditzenbach-Gosbach, Drackenstein, Gruibingen, Hohenstadt, Mühlhausen im Täle - 7336 Lonsee, Amstetten – Hofstett-Emerbuch, Amstetten – Reutti, Dornstadt-Scharenstetten, Westerstetten-Hinterdenkental - 7337 Nellingen, Geislingen an der Steige-Aufhausen (Wannenhöfe), Merklingen - 734 - 7340 Neenstetten, Altheim (Alb), Ballendorf, Börslingen, Breitingen, Holzkirch, Weidenstetten - 7343 Buch, Unterroth - 7344 Blaubeuren, Berghülen, Erbach - 7345 Langenau, Asselfingen, Nerenstetten, Öllingen, Rammingen, Setzingen - 7346 Illerkirchberg, Schnürpflingen, Staig, Ulm - 7347 Dietenheim, Balzheim, Schwendi - 7348 Beimerstetten, Bernstadt, Dornstadt, Langenau, Ulm, Westerstetten - 735 - 7351 Biberach an der Riß, Maselheim, Mittelbiberach, Ummendorf, Warthausen - 7352 Ochsenhausen, Biberach an der Riß, Erlenmoos, Gutenzell-Hürbel, Maselheim, Steinhausen an der Rottum - 7353 Schwendi, Gutenzell-Hürbel, Maselheim, Mietingen, Wain - 7354 Erolzheim, Berkheim, Dettingen an der Iller, Gutenzell-Hürbel, Kirchberg an der Iller, Kirchdorf an der Iller - 7355 Hochdorf, Eberhardzell, Ingoldingen, Ummendorf - 7356 Schemmerhofen, Maselheim, Mietingen, Warthausen - 7357 Attenweiler, Biberach an der Riß, Grundsheim, Oberstadion, Oggelshausen, Schemmerhofen, Uttenweiler, Warthausen - 7358 Eberhardzell, Bad Wurzach, Ochsenhausen, Rot an der Rot, Steinhausen an der Rottum - 736 - 7361 Aalen, Hüttlingen, Rainau - 7362 Bopfingen, Kirchheim am Ries, Neresheim, Riesbürg - 7363 Lauchheim, Westhausen - 7364 Oberkochen - 7365 Essingen - 7366 Abtsgmünd, Aalen-Dewangen, Aalen-Fachsenfeld, Hüttlingen, Neuler, Schechingen-Leinweiler - 7367 Aalen-Ebnat, Aalen-Waldhausen, Heidenheim-Großkuchen, Neresheim-Elchingen - 737 - 7371 Riedlingen, Altheim (bei Riedlingen), Betzenweiler, Dürmentingen, Ertingen, Langenenslingen, Unlingen - 7373 Zwiefalten, Emeringen, Pfronstetten, Riedlingen - 7374 Uttenweiler, Alleshausen, Betzenweiler, Emerkingen, Seekirch, Unlingen - 7375 Obermarchtal, Ehingen (Donau), Lauterach, Rechtenstein - 7376 Langenenslingen - 738 - 7381 Münsingen, Bad Urach, Gutsbezirk Münsingen, Mehrstetten - 7382 Römerstein, Grabenstetten - 7383 Münsingen-Buttenhausen, Hayingen, Hohenstein - 7384 Allmendingen, Ehingen (Donau), Münsingen, Schelklingen - 7385 Gomadingen, Engstingen - 7386 Hayingen, Ehingen (Donau) - 7387 Hohenstein - 7388 Pfronstetten, Trochtelfingen - 7389 Heroldstatt, Gutsbezirk Münsingen - 739 - 7391 Ehingen (Donau), Allmendingen, Altheim (bei Ehingen), Griesingen, Öpfingen - 7392 Laupheim, Achstetten, Burgrieden, Ehingen (Donau), Mietingen - 7393 Munderkingen, Ehingen (Donau), Emerkingen, Hausen am Bussen, Oberstadion, Rottenacker, Untermarchtal, Unterstadion, Unterwachingen - 7394 Schelklingen, Allmendingen, Blaubeuren, Erbach - 7395 Ehingen-Dächingen, Ehingen (Donau) - 740 - 7402 Fluorn-Winzeln, Dunningen, Schramberg - 7403 Dunningen, Eschbronn, Zimmern ob Rottweil - 7404 Epfendorf, Bösingen, Dietingen - 741 Rottweil, Deißlingen, Dietingen, Villingendorf, Zimmern ob Rottweil - 742 - 7420 Deißlingen - 7422 Schramberg, Aichhalden, Hardt, Lauterbach - 7423 Oberndorf am Neckar, Dornhan - 7424 Spaichingen, Aldingen, Balgheim, Denkingen, Dürbheim, Gunningen, Hausen ob Verena, Rietheim-Weilheim - 7425 Trossingen, Deißlingen, Villingen-Schwenningen - 7426 Gosheim, Deilingen, Frittlingen, Wehingen, Wellendingen - 7427 Schömberg (bei Balingen), Dautmergen, Dietingen, Dormettingen, Dotternhausen, Ratshausen, Rosenfeld, Rottweil, Weilen unter den Rinnen, Zimmern unter der Burg - 7428 Rosenfeld, Dietingen, Geislingen - 7429 Egesheim, Böttingen, Bubsheim, Königsheim, Mahlstetten, Nusplingen, Reichenbach am Heuberg, Renquishausen - 743 - 7431 Albstadt, Bitz, Meßstetten - 7432 Albstadt - 7433 Balingen, Geislingen - 7434 Winterlingen, Straßberg - 7435 Albstadt, Balingen - 7436 Hausen am Tann, Meßstetten, Obernheim - 744 - 7440 Bad Rippoldsau-Schapbach - 7441 Freudenstadt - 7442 Baiersbronn, Freudenstadt - 7443 Dornstetten, Freudenstadt, Glatten, Schopfloch, Waldachtal - 7444 Alpirsbach, Aichhalden, Loßburg - 7445 Pfalzgrafenweiler, Waldachtal - 7446 Loßburg - 7447 Baiersbronn-Schwarzenberg, Baiersbronn, Seewald - 7448 Seewald - 7449 Baiersbronn-Obertal, Baiersbronn - 745 - 7451 Horb am Neckar - 7452 Nagold, Jettingen, Mötzingen, Rohrdorf - 7453 Altensteig, Egenhausen, Grömbach, Simmersfeld, Wörnersberg - 7454 Sulz am Neckar, Vöhringen - 7455 Dornhan, Betzweiler-Wälde - 7456 Haiterbach - 7457 Rottenburg-Ergenzingen, Bondorf, Eutingen im Gäu, Neustetten, Rottenburg am Neckar, Starzach - 7458 Ebhausen, Altensteig - 7459 Nagold-Hochdorf, Eutingen im Gäu, Nagold - 746 - 7461 Tuttlingen, Rietheim-Weilheim, Wurmlingen - 7462 Immendingen, Tuttlingen - 7463 Mühlheim an der Donau, Fridingen an der Donau, Kolbingen - 7464 Talheim, Tuttlingen, Durchhausen, Seitingen-Oberflacht, Tuningen, Tuttlingen - 7465 Emmingen-Liptingen, Eigeltingen - 7466 Beuron, Bärenthal, Irndorf, Leibertingen - 7467 Neuhausen ob Eck | - 747 - 7471 Hechingen, Bisingen, Bodelshausen, Rangendingen - 7472 Rottenburg am Neckar, Neustetten, Starzach, Tübingen - 7473 Mössingen, Nehren, Ofterdingen - 7474 Haigerloch - 7475 Burladingen - 7476 Bisingen, Grosselfingen - 7477 Jungingen, Burladingen, Hechingen - 7478 Hirrlingen, Rangendingen, Rottenburg am Neckar, Starzach - 748 - 7482 Horb-Dettingen, Sulz am Neckar - 7483 Empfingen, Eutingen im Gäu, Horb am Neckar, Starzach - 7484 Simmersfeld - 7485 Empfingen - 7486 Horb am Neckar, Waldachtal - 749 (chưa được cấp) - 750 - 7502 Wolpertswende, Baindt, Fronreute - 7503 Wilhelmsdorf, Guggenhausen, Horgenzell - 7504 Horgenzell, Berg (Schussental), Ravensburg, Wilhelmsdorf - 7505 Fronreute, Berg (Schussental), Fleischwangen, Guggenhausen, Unterwaldhausen, Wilhelmsdorf - 7506 Wangen, Amtzell, Kißlegg, Vogt - 751 Ravensburg, Baienfurt, Baindt, Berg (Schussental), Grünkraut, Schlier, Weingarten, Ravensburg - 752 - 7520 Bodnegg, Amtzell, Grünkraut, Ravensburg - 7522 Wangen im Allgäu, Amtzell, Argenbühl, Hergatz, Kißlegg - 7524 Bad Waldsee, Bad Wurzach, Eberhardzell - 7525 Aulendorf, Altshausen, Bad Schussenried, Bad Waldsee, Ebersbach-Musbach, Wolpertswende - 7527 Wolfegg, Bad Wurzach, Bergatreute, Vogt im Allgäu - 7528 Neukirch, Amtzell, Tettnang, Wangen im Allgäu - 7529 Waldburg, Amtzell, Schlier, Vogt im Allgäu, Wangen im Allgäu - 753 - 7531 Konstanz, Reichenau - 7532 Meersburg, Daisendorf, Hagnau am Bodensee, Immenstaad am Bodensee, Stetten - 7533 Allensbach, Konstanz-OT: Dettingen-Wallhausen, Dingelsdorf - 7534 Reichenau - 754 - 7541 Friedrichshafen, Eriskirch - 7542 Tettnang, Meckenbeuren - 7543 Kressbronn, Langenargen - 7544 Markdorf, Bermatingen, Friedrichshafen-OT: Kluftern - 7545 Immenstaad - 7546 Oberteuringen - 755 - 7551 Überlingen, Owingen, Sipplingen - 7552 Pfullendorf, Heiligenberg, Herdwangen-Schönach, Ostrach - 7553 Salem, Deggenhausertal, Überlingen - 7554 Heiligenberg, Frickingen, Salem, Überlingen - 7555 Deggenhausertal, Illmensee, Salem - 7556 Uhldingen-Mühlhofen, Salem - 7557 Herdwangen-Schönach, Hohenfels, Owingen - 7558 Illmensee, Ostrach, Pfullendorf - 756 - 7561 Leutkirch im Allgäu, Aichstetten, Bad Wurzach - 7562 Isny im Allgäu, Argenbühl, Maierhöfen - 7563 Kißlegg, Argenbühl, Leutkirch im Allgäu - 7564 Bad Wurzach, Leutkirch im Allgäu - 7565 Aichstetten, Aitrach, Bad Wurzach, Leutkirch im Allgäu - 7566 Argenbühl, Heimenkirch, Isny im Allgäu, Leutkirch im Allgäu - 7567 Leutkirch, Argenbühl, Isny im Allgäu - 7568 Bad Wurzach-Hauerz, Aitrach, Bad Wurzach, Rot an der Rot, Steinhausen an der Rottum - 7569 Isny im Allgäu-Eisenbach, Buchenberg, Isny im Allgäu - 757 - 7570 Sigmaringen-Gutenstein, Beuron, Leibertingen, Meßkirch, Sigmaringen - 7571 Sigmaringen, Bingen, Inzigkofen, Sigmaringendorf, Stetten am kalten Markt - 7572 Mengen, Altheim bei Riedlingen, Hohentengen, Scheer, Sigmaringendorf - 7573 Stetten am kalten Markt, Sigmaringen - 7574 Gammertingen, Hettingen, Langenenslingen, Neufra - 7575 Meßkirch, Inzigkofen, Leibertingen, Sauldorf - 7576 Krauchenwies, Mengen - 7577 Veringenstadt, Hettingen, Sigmaringen, Winterlingen - 7578 Wald, Meßkirch, Sauldorf - 7579 Schwenningen, Beuron, Meßstetten - 758 - 7581 Bad Saulgau, Boms, Ebersbach-Musbach, Eichstegen - 7582 Bad Buchau, Alleshausen, Allmannsweiler, Biberach an der Riß, Dürnau, Kanzach, Moosburg, Oggelshausen, Seekirch, Tiefenbach - 7583 Bad Schussenried, Ebersbach-Musbach, Ingoldingen, Bad Saulgau - 7584 Altshausen, Boms, Ebenweiler, Ebersbach-Musbach, Eichstegen, Fronreute, Guggenhausen - 7585 Ostrach, Hohentengen - 7586 Herbertingen, Ertingen, Hohentengen - 7587 Hoßkirch, Guggenhausen, Königseggwald, Ostrach, Riedhausen, Unterwaldhausen - 759 (chưa được cấp) - 760 - 7602 Oberried, Bollschweil, Münstertal/Schwarzwald - 761 Freiburg im Breisgau, Au, Gundelfingen, Horben, Kirchzarten, Merzhausen, Sölden, Wittnau - 762 - 7620 Schopfheim - 7621 Lörrach, Binzen, Eimeldingen, Inzlingen, Rümmingen, Schallbach, Weil am Rhein, Wittlingen - 7622 Schopfheim, Hausen im Wiesental, Maulburg, Rheinfelden-Nordschwaben, Wieslet - 7623 Rheinfelden, Lörrach, Schwörstadt - 7624 Grenzach-Wyhlen - 7625 Zell im Wiesental, Häg-Ehrsberg - 7626 Kandern, Malsburg-Marzell, Schliengen - 7627 Steinen, Rheinfeden-Adelhausen - 7628 Efringen-Kirchen, Fischingen - 7629 Tegernau, Bürchau, Elbenschwand, Raich, Sallneck, Steinen-Endenburg, Wies - 763 - 7631 Müllheim, Auggen, Buggingen, Neuenburg - 7632 Badenweiler - 7633 Staufen im Breisgau, Bad Krozingen, Bollschweil, Ehrenkirchen, Hartheim, Heitersheim - 7634 Sulzburg, Ballrechten-Dottingen, Buggingen, Eschbach, Heitersheim, Neuenburg am Rhein - 7635 Schliengen, Bad Bellingen, Neuenburg am Rhein - 7636 Münstertal/Schwarzwald, Staufen im Breisgau - 764 - 7641 Emmendingen, Freiamt, Reute, Sexau, Teningen - 7642 Endingen am Kaiserstuhl, Forchheim, Riegel am Kaiserstuhl, Sasbach am Kaiserstuhl, Wyhl am Kaiserstuhl - 7643 Herbolzheim, Rheinhausen - 7644 Kenzingen, Malterdingen - 7645 Freiamt, Gutach im Breisgau, Sexau - 7646 Weisweil - 765 - 7651 Titisee-Neustadt, Breitnau, Friedenweiler - 7652 Breitnau, Hinterzarten, Titisee-Neustadt - 7653 Lenzkirch, Bonndorf im Schwarzwald - 7654 Löffingen, Bräunlingen-Unterbrend, Friedenweiler - 7655 Feldberg, Breisgau-Hochschwarzwald - 7656 Schluchsee - 7657 Eisenbach, Titisee-Neustadt, Vöhrenbach - 766 - 7660 Sankt Peter, Simonswald, Stegen - 7661 Kirchzarten, Buchenbach, Oberried, Stegen - 7662 Vogtsburg im Kaiserstuhl, Sasbach am Kaiserstuhl - 7663 Eichstetten am Kaiserstuhl, Bahlingen am Kaiserstuhl, Bötzingen, Teningen - 7664 Freiburg-Tiengen, Breisach-Rimsingen, Ebringen, Ehrenkirchen, Freiburg-Munzingen, Pfaffenweiler, Schallstadt - 7665 March, Gottenheim, Umkirch, Freiburg-Hochdorf - 7666 Denzlingen, Heuweiler, Vörstetten - 7667 Breisach am Rhein - 7668 Ihringen, Breisach am Rhein, Merdingen - 7669 St. Märgen, Titisee-Neustadt-Waldau - 767 - 7671 Todtnau - 7672 St. Blasien, Dachsberg, Häusern, Höchenschwand, Ibach - 7673 Schönau im Schwarzwald, Aitern, Böllen, Fröhnd, Neuenweg, Schönenberg, Tunau, Utzenfeld, Wembach, Wieden - 7674 Todtmoos, Todtnau - 7675 Bernau, St. Blasien - 7676 Feldberg, Breisgau-Hochschwarzwald, Todtnau - 768 - 7681 Waldkirch, Gutach im Breisgau - 7682 Elzach, Biederbach, Winden im Elztal - 7683 Simonswald - 7684 Glottertal - 7685 Gutach im Breisgau, Winden im Elztal - 769 (chưa được cấp) - 770 - 7702 Blumberg - 7703 Bonndorf im Schwarzwald, Stühlingen - 7704 Geisingen - 7705 Bräunlingen-Mistelbrunn, Donaueschingen-OT: Hubertshofen, Wolterdingen; Villingen-Schwenningen-Tannheim - 7706 Bad Dürrheim-OT: Biesingen, Sunthausen, Oberbaldingen, Unterbaldingen, Öfingen, Immendingen - 7707 Bräunlingen-Döggingen, Hüfingen-Hausen vor Wald, -Mundelfingen, Löffingen - 7708 Geisingen - 7709 Wutach, Stühlingen - 771 Donaueschingen, Bräunlingen, Hüfingen - 772 - 7720 Villingen-Schwenningen-OT: Schwenningen, Mühlhausen; Dauchingen - 7721 Villingen-Schwenningen-OT: Villingen, Pfaffenweiler, Obereschach, Herzogenweiler, Weilersbach; Brigachtal, Mönchweiler, Unterkirnach - 7722 Triberg im Schwarzwald, Furtwangen, Hornberg, Schonach im Schwarzwald, Schönwald im Schwarzwald - 7723 Furtwangen, Gütenbach - 7724 Sankt Georgen im Schwarzwald, Unterkirnach - 7725 Königsfeld im Schwarzwald, Hardt, Mönchweiler, Niedereschach, Sankt Georgen im Schwarzwald, Unterkirnach, Villingen-Schwenningen - 7726 Bad Dürrheim, Brigachtal - 7727 Vöhrenbach, Unterkirnach, Villingen-Schwenningen - 7728 Niedereschach, Dauchingen, Villingen-Schwenningen - 7729 Schramberg: OT Tennenbronn - 773 - 7731 Singen, Gottmadingen, Hilzingen, Mühlhausen-Ehingen, Rielasingen-Worblingen - 7732 Radolfzell am Bodensee, Gaienhofen, Moos - 7733 Engen, Immendingen, Mühlhausen-Ehingen, Tengen - 7734 Gailingen am Hochrhein, Büsingen am Hochrhein, Gottmadingen - 7735 Öhningen, Gaienhofen - 7736 Tengen, Blumberg - 7738 Steißlingen, Radolfzell am Bodensee, Singen - 7739 Hilzingen, Gottmadingen - 774 - 7741 Waldshut-Tiengen-OT: Tiengen, Aichen Gutenburg, Breitenfeld, Detzeln, Gurtweil, Indlekofen, Krenkingen, Oberalpfen; Küssaberg, Lauchringen, Ühlingen-Birkendorf, Weilheim - 7742 Klettgau, Dettighofen, Hohentengen am Hochrhein, Küssaberg, Lauchringen - 7743 Ühlingen-Birkendorf, Grafenhausen, Stühlingen, Waldshut-Tiengen - 7744 Stühlingen - 7745 Jestetten, Dettighofen, Lottstetten - 7746 Eggingen, Wutöschingen - 7747 Grafenhausen, Schluchsee, Ühlingen-Birkendorf, Waldshut-Tiengen, Weilheim - 7748 Grafenhausen - 775 - 7751 Waldshut-Tiengen, Dogern - 7753 Albbruck, Laufenburg, Đức - 7754 Görwihl, Albbruck - 7755 Weilheim, Waldshut, Albbruck, Dachsberg, Höchenschwand, St. Blasien, Waldshut-Tiengen - 776 - 7761 Bad Säckingen, Rickenbach, Waldshut, Wehr, Baden-Württemberg - 7762 Wehr, Baden-Württemberg, Hasel, Schwörstadt - 7763 Murg, Bad Säckingen, Laufenburg, Đức - 7764 Herrischried, Görwihl - 7765 Rickenbach - 777 - 7771 Stockach, Bodman-Ludwigshafen, Eigeltingen, Hohenfels, Orsingen-Nenzingen - 7773 Bodman-Ludwigshafen, Stockach, Überlingen - 7774 Eigeltingen, Aach, Orsingen-Nenzingen, Volkertshausen - 7775 Mühlingen, Eigeltingen, Hohenfels, Stockach - 7777 Sauldorf, Buchheim, Leibertingen, Neuhausen ob Eck - 778 (chưa được cấp) - 779 (chưa được cấp) - 780 - 7802 Oberkirch, Lautenbach - 7803 Gengenbach, Berghaupten, Ohlsbach - 7804 Oppenau - 7805 Appenweier, Oberkirch-Nußbach, -Zusenhofen - 7806 Bad Peterstal-Griesbach, Oppenau - 7807 Neuried (Rhein) - 7808 Hohberg, Friesenheim-Oberschopfheim, Neuried-Schutterzell - 781 Offenburg, Durbach, Ortenberg, Schutterwald - 782 - 7821 Lahr/Schwarzwald, Friesenheim - 7822 Ettenheim, Kappel-Grafenhausen, Mahlberg-Orschweier, Ringsheim, Rust - 7823 Seelbach, Schuttertal - 7824 Schwanau, Meißenheim - 7825 Kippenheim, Lahr/Schwarzwald, Mahlberg - 7826 Schuttertal, Biederbach, Ettenheim, Hofstetten - 783 - 7831 Hausach, Gutach (Schwarzwaldbahn) - 7832 Haslach im Kinzigtal, Fischerbach, Hofstetten, Mühlenbach, Steinach - 7833 Hornberg, Gutach (Schwarzwaldbahn) - 7834 Wolfach, Hausach, Oberwolfach, Schiltach - 7835 Zell am Harmersbach, Biberach, Baden - 7836 Schiltach, Schenkenzell, Wolfach - 7837 Oberharmersbach, Zell am Harmersbach - 7838 Nordrach - 7839 Schapbach, Oberwolfach - 784 - 7841 Achern, Lauf, Sasbach, Sasbachwalden - 7842 Kappelrodeck, Ottenhöfen im Schwarzwald, Seebach - 7843 Renchen, Achern-Wagshurst - 7844 Rheinau, Renchen - 785 - 7851 Kehl - 7852 Willstätt, Kehl-Odelshofen - 7853 Kehl-Bodersweier, -Querbach, -Zierolshofen, -Leutesheim, Rheinau-Linx - 7854 Kehl-Goldscheuer, -Marlen, -Kittersburg, -Hohnhurst, Willstätt-Eckartsweier - 786 (chưa được cấp) - 787 (chưa được cấp) - 788 (chưa được cấp) - 789 (chưa được cấp) - 790 - 7903 Mainhardt, Großerlach, Michelfeld, Wüstenrot - 7904 Ilshofen, Braunsbach, Crailsheim, Kirchberg an der Jagst, Langenburg, Schwäbisch Hall, Vellberg, Wolpertshausen - 7905 Langenburg, Braunsbach, Gerabronn, Ilshofen, Künzelsau - 7906 Braunsbach, Ilshofen, Langenburg, Schwäbisch Hall, Untermünkheim, Wolpertshausen - 7907 Schwäbisch Hall-Sulzdorf, Ilshofen, Schwäbisch Hall, Vellberg, Wolpertshausen - 791 Schwäbisch Hall, Braunsbach, Michelbach an der Bilz, Michelfeld, Rosengarten, Untermünkheim - 792 (chưa được cấp) - 793 - 7930 Boxberg, Ahorn, Bad Mergentheim - 7931 Bad Mergentheim, Boxberg, Dörzbach, Igersheim, Mulfingen, Niederstetten - 7932 Niederstetten, Bad Mergentheim, Creglingen, Schrozberg, Weikersheim - 7933 Creglingen, Niederstetten, Schrozberg - 7934 Weikersheim, Niederstetten - 7935 Schrozberg, Niederstetten - 7936 Schrozberg-Bartenstein, Blaufelden, Mulfingen, Schrozberg - 7937 Dörzbach, Bad Mergentheim, Krautheim, Mulfingen - 7938 Mulfingen, Bad Mergentheim, Dörzbach, Ingelfingen, Schrozberg - 7939 Schrozberg-Spielbach, Creglingen, Niederstetten, Schrozberg - 794 - 7940 Künzelsau, Ingelfingen, Kupferzell, Langenburg, Niedernhall - 7941 Öhringen, Neuenstein, Pfedelbach, Zweiflingen - 7942 Neuenstein, Öhringen, Waldenburg - 7943 Forchtenberg, Jagsthausen, Schöntal, Widdern - 7944 Kupferzell, Künzelsau, Untermünkheim - 7945 Wüstenrot, Bretzfeld, Mainhardt - 7946 Bretzfeld, Langenbrettach, Obersulm, Pfedelbach, Wüstenrot - 7947 Forchtenberg, Öhringen, Schöntal, Weißbach, Zweiflingen - 7948 Öhringen-Ohrnberg, Forchtenberg, Öhringen, Zweiflingen - 7949 Pfedelbach-Untersteinbach, Bretzfeld, Michelfeld, Öhringen, Pfedelbach, Waldenburg - 795 - 7950 Schnelldorf, Feuchtwangen, Kreßberg, Satteldorf, Wörnitz - 7951 Crailsheim, Ilshofen, Kirchberg an der Jagst, Kreßberg, Satteldorf - 7952 Gerabronn, Blaufelden, Langenburg, Rot am See - 7953 Blaufelden, Gerabronn, Rot am See, Schrozberg - 7954 Kirchberg an der Jagst, Crailsheim, Ilshofen, Rot am See - 7955 Wallhausen, Rot am See, Satteldorf - 7957 Kreßberg, Crailsheim, Schnelldorf, Stimpfach - 7958 Rot am See-Brettheim, Blaufelden, Gerabronn, Kirchberg an der Jagst, Rot am See, Wallhausen - 7959 Frankenhardt, Jagstzell, Rosenberg - 796 - 7961 Ellwangen, Ellenberg, Hüttlingen, Jagstzell, Neuler, Rainau, Stödtlen, Unterschneidheim - 7962 Fichtenau, Ellenberg, Jagstzell, Stimpfach, Wört - 7963 Adelmannsfelden, Abtsgmünd, Bühlerzell, Neuler, Rosenberg - 7964 Stödtlen, Ellenberg, Ellwangen, Tannhausen, Wört - 7965 Ellwangen-Röhlingen, Ellenberg, Ellwangen, Rainau, Westhausen - 7966 Unterschneidheim, Ellwangen, Tannhausen - 7967 Jagstzell, Ellwangen, Fichtenau, Frankenhardt, Rosenberg, Stimpfach - 797 - 7971 Gaildorf, Fichtenberg - 7972 Gschwend, Alfdorf, Fichtenberg - 7973 Obersontheim, Bühlertann - 7974 Bühlerzell, Adelmannsfelden, Bühlertann - 7975 Abtsgmünd-Untergröningen, Abtsgmünd, Adelmannsfelden, Obergröningen - 7976 Sulzbach-Laufen, Abtsgmünd - 7977 Oberrot, Fichtenberg, Schwäbisch Hall - 798 (chưa được cấp) - 799 (chưa được cấp) |

## 8
| - 800 số điện thoại miễn phí (Freecall) - Số điện thoại miễn phí 801, đã được đặt trước - 802 - 8021 Waakirchen - 8022 Tegernsee - 8023 Bayrischzell - 8024 Holzkirchen - 8025 Miesbach - 8026 Hausham - 8027 Dietramszell - 8028 Fischbachau - 8029 Kreuth bei Tegernsee - 803 - 8031 Rosenheim - 8032 Rohrdorf - 8033 Oberaudorf - 8034 Brannenburg - 8035 Raubling - 8036 Stephanskirchen Simssee - 8038 Vogtareuth - 8039 Rott a.Inn - 804 - 8041 Bad Tölz - 8042 Lenggries - 8043 Jachenau - 8045 Lenggries-Fall - 8046 Bad Heilbrunn - 805 - 8051 Prien a.Chiemsee - 8052 Aschau i.Chiemgau - 8053 Bad Endorf - 8054 Breitbrunn a.Chiemsee - 8055 Halfing - 8056 Eggstätt - 8057 Aschau-Sachrang - 806 - 8061 Bad Aibling - 8062 Bruckmühl và Vagen - 8063 Feldkirchen-Westerham - 8064 Au bei Bad Aibling - 8065 Tuntenhausen-Schönau - 8066 Bad Feilnbach - 8067 Tuntenhausen - 807 - 8071 Wasserburg am Inn - 8072 Haag in Oberbayern - 8073 Gars am Inn - 8074 Schnaitsee - 8075 Amerang - 8076 Pfaffing - 808 - 8081 Dorfen - 8082 Schwindegg - 8083 Isen - 8084 Taufkirchen Vils - 8085 Sankt Wolfgang Kr. Erding - 8086 Buchbach - 809 - 8091 Kirchseon - 8092 Grafing bei München - 8093 Glonn i. Kreis Ebersberg - 8094 Steinhöring - 8095 Aying - 810 - 8102 Höhenkirchen-Siegertsbrunn - 8104 Sauerlach - 8105 Gilching - 8106 Vaterstetten (trước là 08169) - 811 Hallbergmoos - 812 - 8121 Markt Schwaben - 8122 Erding - 8123 Moosinning - 8124 Forstern in Oberbayern - 813 - 8131 Dachau - 8133 Haimhausen - 8134 Odelzhausen - 8135 Sulzemoos - 8136 Markt Indersdorf - 8137 Petershausen - 8138 Schwabhausen bei Dachau - 814 - 8141 Fürstenfeldbruck - 8142 Olching - 8143 Inning am Ammersee - 8144 Grafrath - 8145 Mammendorf - 8146 Moorenweis - 815 - 8151 Starnberg, Berg, Starnberg - 8152 Herrsching am Ammersee, Seefeld - 8153 Weßling - 8157 Feldafing - 8158 Tutzing - 816 - 8161 Freising - 8165 Neufahrn bei Freising - 8166 Allershausen - 8167 Zolling - 8168 Attenkirchen - 8169 là mã vùng cũ của Hallbergmoos (nay là 0811 kể từ cuối năm 1988) - 817 - 8170 Straßlach-Dingharting - 8171 Wolfratshausen - 8176 Egling bei Wolfratshausen - 8177 Münsing - 8178 Icking - 8179 Eurasburg an der Loisach - 820 - 8206 Prittriching - 821 Augsburg - 822 - 8221 Günzburg - 8222 Burgau - 8223 Ichenhausen - 8224 Offingen - 8225 Jettingen-Scheppach - 8226 Bibertal - 823 - 8230 Gablingen - 8231 Königsbrunn - 8232 Schwabmünchen - 8233 Kissing - 8234 Bobingen - 8236 Fischach - 8237 Aindling - 8238 Gessertshausen - 8239 Langenneufnach - 824 - 8241 Buchloe - 8243 Fuchstal - 8245 Türkheim - 8246 Waal - 8247 Bad Wörishofen - 8248 Lamerdingen - 8249 Ettringen - 825 - 8250 Hilgertshausen-Tandern - 8251 Aichach - 8252 Schrobenhausen - 8253 Pöttmes - 8254 Altomünster - 8257 Inchenhofen - 8258 Sielenbach - 8259 Schiltberg - 826 - 8261 Mindelheim - 8262 Mittelneufnach - 8263 Breitenbrunn - 8265 Pfaffenhausen - 8266 Kirchheim in Schwaben - 8267 Dirlewang - 8268 Tussenhausen - 8269 Unteregg - 827 - 8271 Meitingen, Thierhaupten - 8272 Wertingen - 8273 Nordendorf - 8274 Buttenwiesen - 8276 Baar, Thierhaupten - 828 - 8281 Thannhausen - 8282 Krumbach - 8283 Neuburg an der Kammel - 8284 Ziemetshausen - 8285 Burtenbach - 829 - 8291 Zusmarshausen - 8292 Dinkelscherben - 8293 Welden - 8294 Horgau - 8295 Altenmünster - 8296 Villenbach - 830 -- - 8302 Görisried - 8303 Waltenhofen - 8304 Wildpoldsried - 8306 Ronsberg - 831 Kempten Allgäu - 832 -- - 8320 Missen-Wilhams - 8321 Sonthofen - 8322 Oberstdorf - 8323 Immenstadt i.Allgäu - 8324 Bad Hindelang - 8325 Oberstaufen-Thalkirchdorf - 8326 Fischen im Allgäu - 8327 Rettenberg - 8328 Balderschwang - 8329 là mã vùng cũ của Kleinwalsertal, một vùng tách biệt của Áo tại Đức, hiện có thể truy cập thông qua mã quốc gia Áo +43 5517 - 833 -- - 8330 Legau - 8331 Memmingen - 8332 Ottobeuren - 8333 Babenhausen (Schwab) - 8334 Bad Grönenbach - 8335 Fellheim - 8336 Erkheim - 8337 Altenstadt (Iller) - 8338 Böhen - 834 -- - 8340 Baisweil - 8341 Kaufbeuren - 8342 Marktoberdorf - 8343 Aitrang - 8344 Westendorf b.Kaufb - 8345 Stöttwang - 8346 Pforzen - 8347 Friesenried - 8348 Bidingen - 8349 Stötten a.Auerberg - 836 -- - 8361 Nesselwang - 8362 Füssen - 8363 Pfronten - 8364 Seeg - 8365 Wertach - 8365 8 mã vùng cũ của Jungholz, một vùng tách biệt của Áo tại Đức, hiện có thể truy cập thông qua mã quốc gia Áo +43 5676 - 8366 Oy-Mittelberg - 8367 Roßhaupten (Forggensee) - 8368 Halblech - 8369 Rückholz | - 837—Khu vực Kempten - 8370 Wiggensbach - 8372 Günzach - 8373 Altusried - 8374 Dietmannsried - 8375 Weitnau - 8376 Sulzberg (Allgäu) - 8377 Unterthingau - 8378 Buchenberg b. Kempten - 8379 Waltenhofen-Martinszell-Oberdorf - 838 -- - 8380 Lindau-Achberg - 8381 Lindenberg im Allgäu - 8382 Lindau - 8383 Grünenbach (Allgäu) - 8384 Röthenbach (Allgäu) - 8385 Hergatz - 8386 Oberstaufen - 8387 Weiler-Simmerberg - 8388 Hergesnweiler - 8389 Weißensberg - 839 -- - 8392 Markt Rettenbach - 8393 Holzgünz - 8394 Lautrach - 8395 Tannheim - 840 - 8402 Münchsmünster - 8403 Pförring - 8404 Oberdolling - 8405 Stammham b.Ingolstadt - 8406 Böhmfeld - 8407 Grossmehring - 841 Ingolstadt - 842 - 8421 Eichstätt - 8422 Dollnstein - 8423 Titting - 8424 Nassenfels - 8426 Walting Kr. Eichstätt - 8427 Wellheim - 843 - 8431 Neuburg a.d.Donau - 8432 Burgheim - 8433 Königsmoos - 8434 Rennertshofen - 844 - 8441 Pfaffenhofen a.d.Ilm - 8442 Wolnzach - 8443 Hohenwart Paar - 8444 Schweitenkirchen - 8445 Gerolsbach - 8446 Pörnbach - 845 - 8450 Ingolstadt-Zuchering - 8452 Geisenfeld - 8453 Reichertshofen Oberbay. - 8454 Karlshuld - 8456 Lenting - 8457 Vohburg a.d.Donau - 8458 Gaimersheim - 8459 Manching - 846 - 8460 Berching-Holnstein - 8461 Beilngries - 8462 Berching - 8463 Greding - 8464 Dietfurt a.d.Altmühl - 8465 Kipfenberg - 8466 Denkendorf Oberbay. - 8467 Kinding - 8468 Altmannstein-Pondorf - 8469 Freystadt-Burggriesbach - 850 - 8501 Thyrnau - 8502 Fürstenzell - 8503 Neuhaus am Inn - 8504 Tittling - 8505 Hutthurm - 8506 Bad Höhenstadt - 8507 Neuburg am Inn - 8509 Ruderting - 851 Passau - 853 - 8531 Pocking - 8532 Bad Griesbach im Rottal - 8533 Rotthalmünster - 8534 Tettenweis - 8535 Haarbach - 8536 Kößlarn - 8537 Bad Füssing-Aigen - 8538 Pocking-Hartkirchen - 854 - 8541 Vilshofen Niederbay. - 8542 Ortenburg - 8543 Aidenbach - 8544 Eging am See - 8545 Hofkirchen (Bayern) - 8546 Windorf-Otterskirchen - 8547 Osterhofen-Gergweis - 8548 Vilshofen-Sandbach - 8549 Vilshofen-Pleinting - 855 - 8550 Philippsreut - 8551 Freyung - 8552 Grafenau Niederbay. - 8553 Spiegelau - 8554 Schönberg, Freyung-Grafenau - 8555 Perlesreut - 8556 Haidmühle - 8557 Mauth - 8558 Hohenau, Freyung-Grafenau - 856 - 8561 Pfarrkirchen Niederbay. - 8562 Triftern - 8563 Bad Birnbach Rottal - 8564 Johanniskirchen - 8565 Dietersburg-Baumgarten - 857 - 8571 Simbach am Inn - 8572 Tann Niederbay. - 8573 Ering - 8574 Wittibreut - 858 - 8581 Waldkirchen Niederbay. - 8582 Röhrnbach - 8583 Neureichenau - 8584 Breitenberg, Passau - 8585 Grainet - 8586 Hauzenberg - 859 - 8591 Obernzell - 8592 Wegscheid Niederbay. - 8593 Untergriesbach - 861 Traunstein - 862 - 8621 Trostberg - 8622 Tacherting - 8623 Kirchweidach - 8624 Obing - 8628 Kienberg - 8629 Palling - 863 - 8630 Kraiburg - 8631 Mühldorf - 8633 Tüßling/Polling - 8634 Garching - 8636 Ampfing - 8638 Waldkraiburg - 864 - 8640 Reit im Winkl - 8641 Grassau - 8642 Übersee - 8649 Schleching - 865 - 8650 Marktschellenberg - 8651 Bad Reichenhall - 8652 Berchtesgaden - 8654 Freilassing - 8656 Anger - 8657 Ramsau - 866 - 8661 Grabenstätt - 8662 Siegsdorf - 8663 Ruhpolding - 8664 Chieming - 8665 Inzell - 8666 Teisendorf - 8667 Seebruck - 8669 Traunreut - 867 - 8670 Reischach - 8677 Burghausen - 8679 Burgkirchen an der Alz - 868 - 8682 Laufen, Đức - 870 - 8705 Altfraunhofen - 871 Landshut - 872 - 8722 Gangkofen - 873 - 8731 Dingolfing - 8732 Frontenhausen - 874 - 8741 Vilsbiburg - 8743 Geisenhausen - 8745 Bodenkirchen - 875 - 876 - 8761 Moosburg an der Isar - 8765 Tondorf - 878 - 8781 Rottenburg an der Laaber - 879 - 880 - 8801 Seeshaupt - 8802 Huglfing - 8803 Peißenberg - 8805 Hohenpeißenberg - 8806 Utting am Ammersee - 8807 Dießen am Ammersee - 8808 Pähl - 8809 Wessobrunn - 881 Weilheim in Oberbayern - 882 - 8821 Garmisch-Partenkirchen - 8822 Oberammergau - 8823 Mittenwald - 8824 Oberau - 8825 Krün - 884 - 8841 Murnau - 885 - 8851 Kochel am See - 8856 Penzberg - 8857 Benediktbeuern - 8858 Walchensee - 886 - 8860 Bernbeuren - 8861 Schongau - 8862 Steingaden (Obb) - 8867 Rottenbuch (Obb) - 8868 Schwabsoien - 8869 Kinsau - 89 München |

## 9